# 롤플레잉 비디오 게임

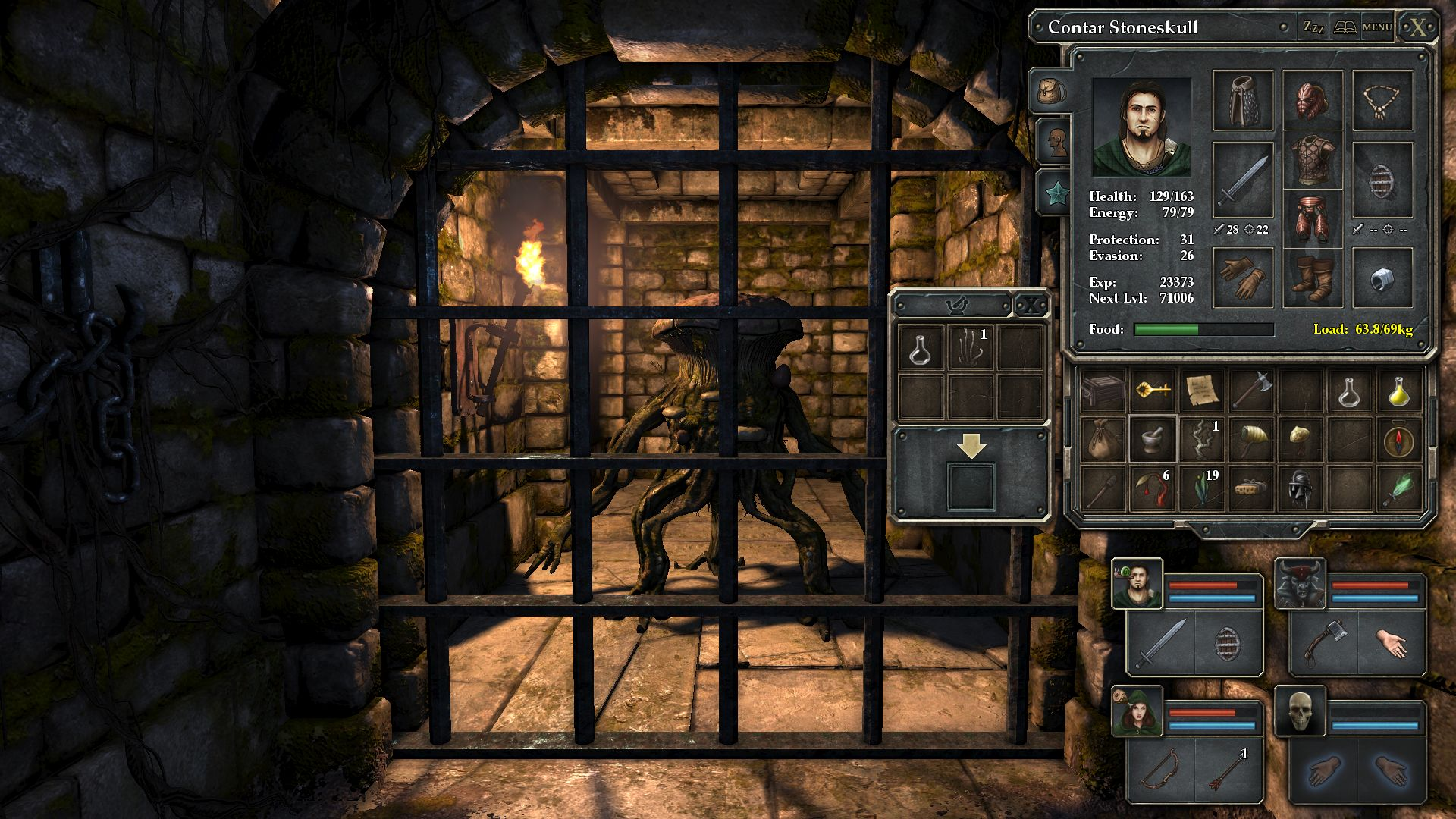
레전드 오브 그림록(2012)에서 괴물에게 접근하는 캐릭터 파티

롤플레잉 비디오 게임(role-playing video game, role-playing game, RPG) 또는 컴퓨터 롤플레잉 게임(CRPG: Computer role-playing game)은 일반적으로 상세한 스토리와 캐릭터 발전(종종 캐릭터의 레벨이나 다른 기술을 증가시키는 것을 통해)으로 정의되는 넓은 비디오 게임 장르를 이룬다. 롤플레잉 게임은 거의 항상 전투를 주요 특징으로 삼으며 전통적으로 턴제 전투를 사용했다. 하지만 현대의 롤플레잉 게임은 일반적으로 실시간 액션 전투나 심지어 비폭력적인 갈등 해결 방식(일부는 아예 전투를 피하기도 함)을 특징으로 한다. 또한, 많은 게임이 캐릭터 발전과 퀘스트와 같은 롤플레잉 요소를 다른 장르에 머무르면서도 통합했다.
롤플레잉 비디오 게임은 테이블톱 롤플레잉 게임에서 유래했으며 거의 동일한 용어, 설정, 게임 역학을 사용한다. 펜 앤 페이퍼 게임과의 다른 주요 유사점으로는 발전된 스토리텔링 및 내러티브 요소, 플레이어 캐릭터 개발, 정교하게 디자인된 판타지 세계가 있다. 전자 매체는 게임마스터의 역할을 대신하여 자체적으로 전투를 해결하고 다른 플레이어 행동에 대한 게임의 반응을 결정한다. RPG는 간단한 텍스트 기반 콘솔 창 게임에서 시각적으로 풍부한 3D 경험으로 발전했다.
최초의 RPG는 1970년대 중반 개발자들이 대학 메인프레임 컴퓨터에 던전 & 드래곤과 같은 시스템을 구현하려고 시도하면서 시작되었다. 처음에는 틈새시장이었지만, RPG는 드래곤 퀘스트 및 파이널 판타지와 같은 프랜차이즈와 함께 패밀리컴퓨터와 같은 콘솔에서 곧 주류가 되었다. 가정용 컴퓨터를 위한 서양 RPG는 폴아웃, 엘더 스크롤 및 발더스 게이트와 같은 시리즈를 통해 인기를 얻었다. 오늘날, RPG는 주류 AAA 게임과 헌신적인 관객을 대상으로 한 틈새 타이틀로서 모두 상당한 인기를 누리고 있다. 최근에는 독립 개발자들이 OFF, 언더테일, 오모리와 같은 게임으로 비평적, 상업적 성공을 거두며 성공을 거두었다.

## 특징
롤플레잉 비디오 게임은 초기의 던전 & 드래곤과 같은 테이블톱 롤플레잉 게임과 거의 동일한 용어, 설정 및 게임 역학을 사용한다.
플레이어는 일반적으로 파티라고 불리는 중앙 게임 캐릭터 또는 여러 게임 캐릭터를 조작하며, 이들은 힘과 능력을 키워나간다. 또한, 캐릭터는 일반적으로 플레이어에 의해 디자인된다. 일반적으로 캐릭터는 일련의 퀘스트를 완료하거나 중앙 스토리라인의 결론에 도달함으로써 승리한다. 플레이어는 퍼즐을 풀고 전투에 참여하면서 게임 세계를 탐험한다.
롤플레잉 게임은 전통적으로 플레이어의 물리적 조화나 반응 시간을 거의 요구하지 않는 턴제 RPG와 그 반대인 액션 기반 RPG로 나뉜다.
롤플레잉 비디오 게임은 일반적으로 잘 개발된 스토리와 설정에 의존하며, 이는 여러 퀘스트로 나뉜다. 플레이어는 명령을 내려 하나 또는 여러 캐릭터를 제어하며, 이 명령은 해당 캐릭터의 수치적 능력치에 따라 효과적으로 수행된다. 종종 이 능력치들은 캐릭터가 레벨을 얻을 때마다 증가하며, 캐릭터의 레벨은 플레이어가 일정량의 경험치를 축적할 때마다 올라간다.
롤플레잉 비디오 게임은 또한 다른 비디오 게임 장르에서 볼 수 있는 것보다 더 복잡하고 역동적인 캐릭터 상호작용을 제공하려고 시도한다. 이는 일반적으로 컴퓨터가 제어하는 논플레이어 캐릭터의 인공지능과 스크립트화된 행동에 추가적인 초점을 맞추는 것을 포함한다.

### 경험치와 레벨

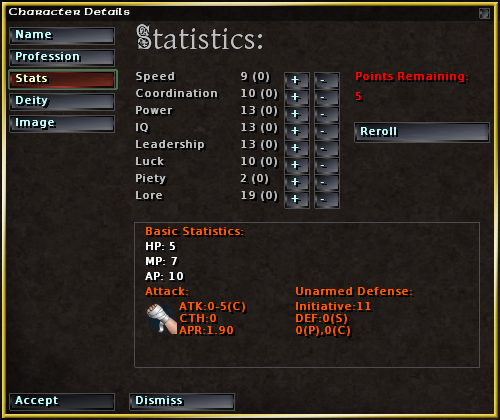
RPG에서의 캐릭터 생성 예시. 이 특정 게임에서는 플레이어가 능력치에 포인트를 할당하고, 신을 선택하며, 캐릭터의 초상화와 직업을 선택할 수 있다.

롤플레잉 게임으로 간주되려면 캐릭터가 새로운 기술, 무기, 마법을 획득하여 기능적으로 더 강력해져야 한다. 이는 이 게임들의 핵심인 긍정적 피드백 순환을 만들어낸다: 플레이어는 힘을 키워 더 어려운 도전을 극복하고 더 많은 힘을 얻게 된다. 이는 플레이어가 평범한 사람에서 놀라운 힘을 가진 슈퍼히어로로 성장하는 것을 경험하는 장르의 매력의 일부이다. 다른 게임들은 플레이어에게 이러한 힘을 즉시 부여하지만, 롤플레잉 게임의 플레이어는 경험치를 얻으면서 자신의 힘과 기술을 선택하게 된다.
게임 내 임무를 해결하는 플레이어 캐릭터에게 보상을 주는 세 가지 다른 시스템이 구분될 수 있다: 경험치 시스템("레벨 기반" 시스템으로도 알려짐), 훈련 시스템("기술 기반" 시스템으로도 알려짐), 기술 포인트 시스템("레벨 프리" 시스템으로도 알려짐).
- 경험치 시스템은 단연 가장 흔하며, 펜 앤 페이퍼 롤플레잉 게임에서 계승되었고, 전투에서 승리하거나, 직업별 활동을 수행하거나, 퀘스트를 완료하여 "경험치 포인트"(종종 "XP" 또는 "EXP"로 약칭됨)를 받는 것을 강조한다. 일정량의 경험치를 얻으면 캐릭터는 레벨업한다. 일부 게임에서는 필요한 경험치에 도달하면 자동으로 레벨업이 이루어진다; 다른 게임에서는 플레이어가 언제 어디서 레벨업할지 선택할 수 있다. 마찬가지로, 능력과 속성은 자동으로 또는 수동으로 증가할 수 있다.
- 훈련 시스템은 베이직 롤플레잉 시스템이 작동하는 방식과 유사하다. 이를 사용한 최초의 주목할 만한 비디오 게임은 던전 마스터로, 캐릭터의 기술을 사용함으로써 발전시키는 것을 강조했다—즉, 캐릭터가 한동안 검을 휘두르면 그 기술에 능숙해진다는 의미이다.
- 마지막으로, 기술 포인트 시스템(예를 들어 Vampire: The Masquerade – Bloodlines에서 사용된 것처럼)에서는 캐릭터가 퀘스트 완료에 대한 "기술 포인트"로 보상을 받으며, 이는 다음 레벨업을 기다릴 필요 없이 직접 기술과 능력치를 구매하는 데 사용될 수 있다.

1980년대와 1990년대의 일부 비디오 게임에서는 게임 내에서 점수를 "경험치"라고 불렀지만, 캐릭터 발전이 없으면 롤플레잉 게임이 아니었다. 

### 스토리와 설정

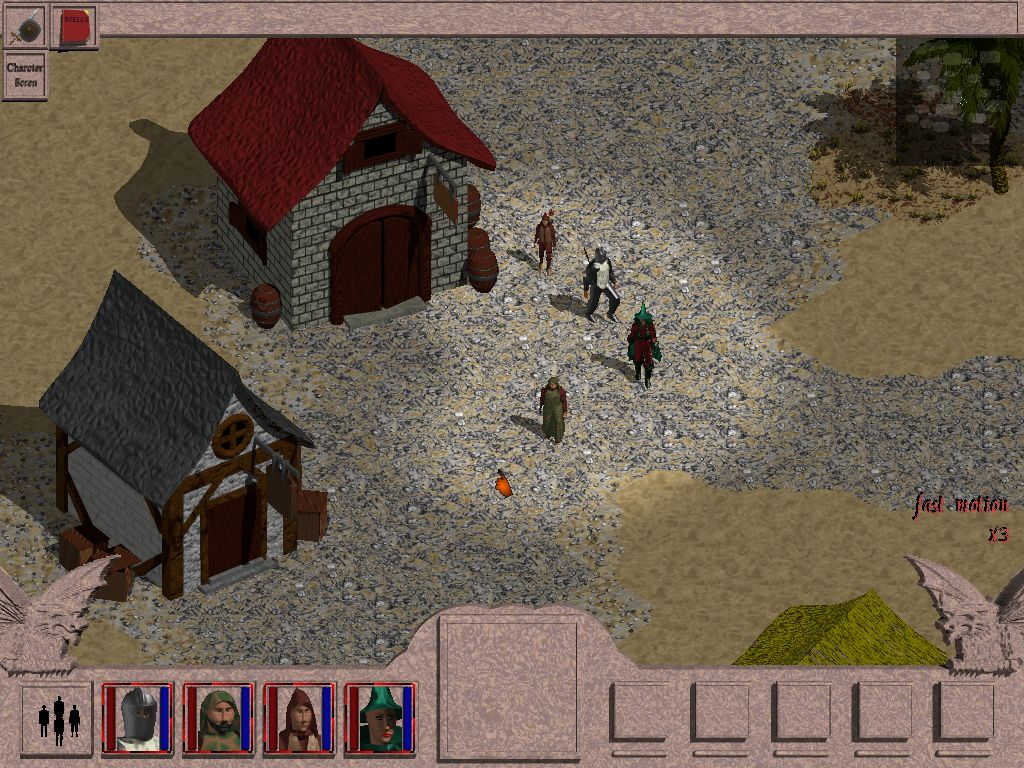
Tales of Trolls & Treasures (2002)의 모험가 파티

많은 롤플레잉 게임의 전제는 플레이어에게 세상이나 위협받는 사회 계층을 구하는 임무를 부여한다. 스토리가 진행됨에 따라 예상치 못한 반전이 자주 발생하는데, 예를 들어 소원했던 친척이 갑자기 나타나거나 적이 친구가 되거나 그 반대가 되는 경우도 있다. 게임 세계는 종종 사변물 (예: 판타지 또는 SF)에 기반을 두어, 플레이어가 현실에서 할 수 없는 일을 할 수 있게 하고 급격한 캐릭터 성장에 대한 불신을 유예하는 데 도움이 된다. 현재나 가까운 미래와 더 유사한 설정도 가능하다.
스토리는 종종 게임 내 오락의 많은 부분을 제공한다. 이러한 게임들은 강력한 스토리라인을 가지고 있기 때문에, 녹음된 대화와 음성 내레이션을 효과적으로 활용할 수 있다. 이러한 게임의 플레이어들은 더 빠른 액션 게임의 플레이어들보다 긴 컷신을 더 선호하는 경향이 있다. 대부분의 게임이 플레이어가 적을 물리치거나 레벨을 완료할 때 줄거리를 진행시키는 반면, 롤플레잉 게임은 종종 다른 중요한 결정에 따라 줄거리를 진행시킨다. 예를 들어, 플레이어는 길드에 가입하기로 결정하여, 보통 되돌릴 수 없는 스토리라인의 진행을 유발할 수 있다. 이야기의 새로운 요소는 특정 도전을 완료하는 것이 아니라 단순히 지역에 도착하는 것만으로도 촉발될 수 있다. 줄거리는 일반적으로 각 게임 위치가 이야기의 새로운 장을 드러낼 기회가 되도록 나뉜다.
펜 앤 페이퍼 롤플레잉 게임은 일반적으로 게임마스터(또는 줄여서 GM)라고 불리는 플레이어가 스토리를 동적으로 생성하고, 설정과 규칙을 정하며, 플레이어의 선택에 반응할 수 있도록 한다. 롤플레잉 비디오 게임에서는 컴퓨터가 게임마스터의 기능을 수행한다. 이는 숙련된 인간 게임마스터에 필적하는 상상력 넘치는 연기를 할 수 없기 때문에 플레이어에게 가능한 행동의 폭이 더 작다. 대신, 일반적인 롤플레잉 비디오 게임은 스토리라인 분기, 사용자 인터페이스, 스타일리시한 컷신 및 게임플레이를 통해 더 직접적인 스토리텔링 메커니즘을 제공할 수 있다. 비디오 게임에서 논플레이어 캐릭터의 캐릭터화는 종종 대화 트리를 사용하여 처리된다. 올바른 논플레이어 캐릭터에게 올바른 말을 하면 플레이어에게 유용한 정보를 얻을 수 있으며, 아이템이나 경험치와 같은 다른 보상을 얻을 수도 있고, 가능한 스토리라인 분기를 열 수도 있다. 다인용 온라인 롤플레잉 게임은 여러 플레이어 간의 인간 상호작용을 허용하고 경우에 따라 플레이어가 게임마스터 역할을 수행할 수 있도록 함으로써 이러한 대조의 예외를 제공할 수 있다.

### 탐험과 퀘스트

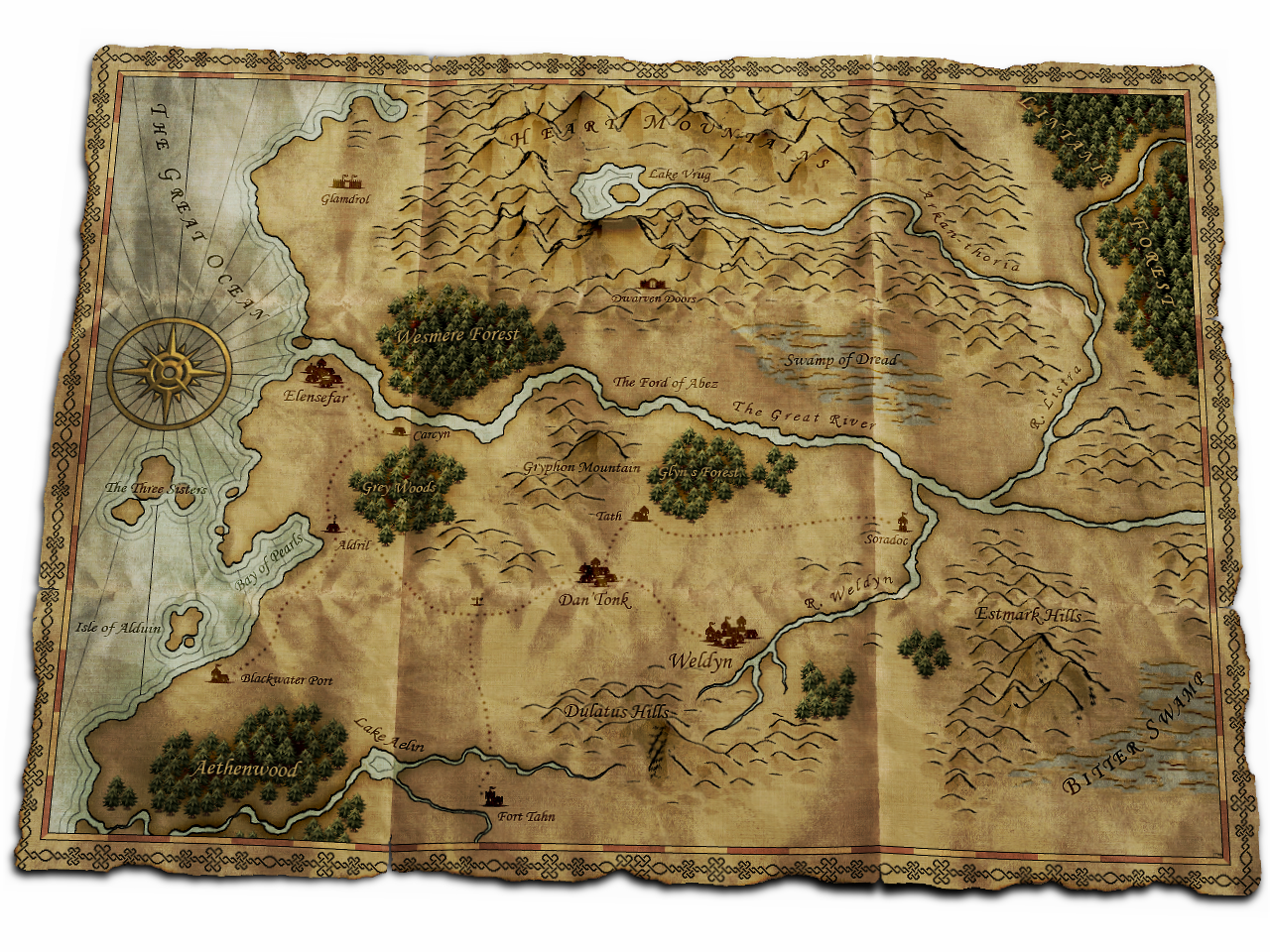
웨스노스 전쟁 (2003)의 오버월드 지도

세계를 탐험하는 것은 많은 RPG의 중요한 측면이다. 플레이어는 걸어 다니며 논플레이어 캐릭터와 대화하고, 물건을 줍고, 함정을 피할 것이다. 넷핵, 디아블로, FATE 시리즈와 같은 일부 게임은 개별 레벨의 구조를 무작위화하여 게임의 다양성과 재플레이 가치를 높인다. 무작위로 생성된 던전을 탐험하여 퀘스트를 완료하고 영구적 죽음을 포함하는 롤플레잉 게임은 1980년 비디오 게임 로그의 이름을 따서 로그라이크라고 불린다.
게임의 스토리는 종종 탐험에 맞춰져 있으며, 이야기의 각 장은 다른 위치에 매핑된다. RPG는 일반적으로 플레이어가 이전에 방문했던 위치로 돌아갈 수 있도록 한다. 일반적으로 그곳에는 할 일이 남아 있지 않지만, 일부 위치는 스토리 전체에 걸쳐 변경되어 플레이어에게 새로운 할 일을 제공한다. 플레이어는 다음 지역으로 진행하기 위해 주요 도전을 극복할 만큼 충분한 힘을 얻어야 하며, 이 구조는 액션 게임의 레벨 끝에 있는 보스 캐릭터와 비교될 수 있다.

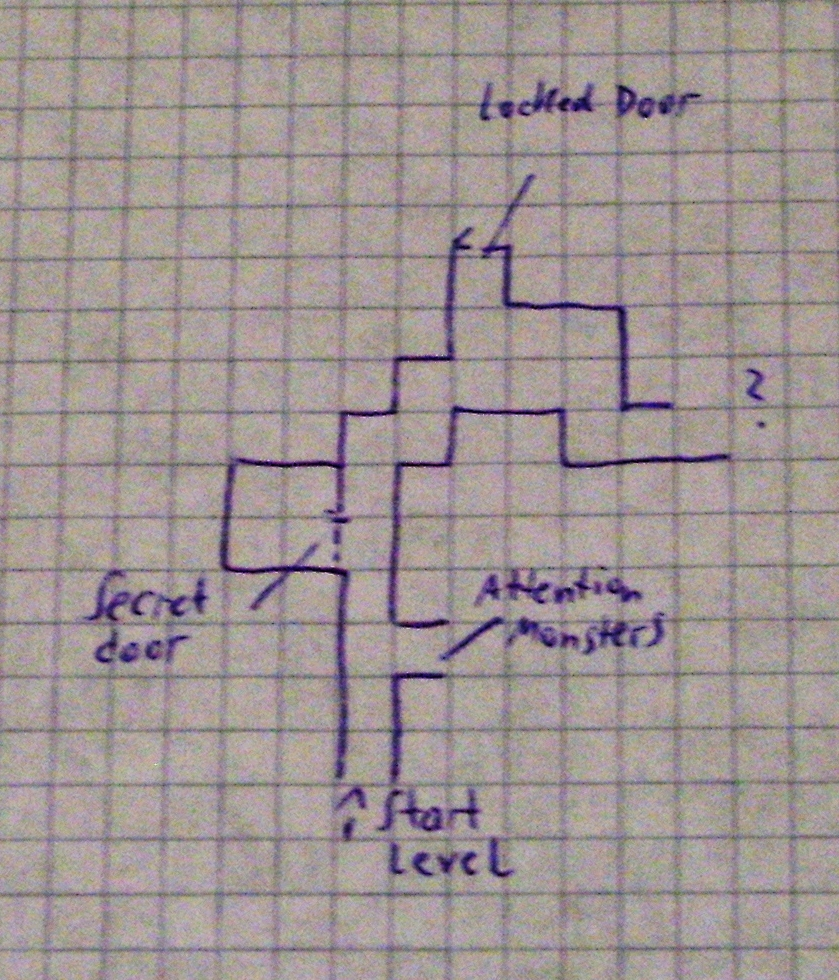
모눈종이에 손으로 그린 던전 지도의 예시. 이러한 관행은 초기 위저드리 및 마이트 앤 매직 시리즈와 같은 초기 롤플레잉 게임 플레이어들 사이에서 흔했다. 나중에 이러한 유형의 게임에는 오토맵이 포함되기 시작했다.

플레이어는 일반적으로 게임 스토리의 끝에 도달하기 위해 특정 퀘스트의 선형 순서를 완료해야 한다. 많은 RPG는 또한 플레이어가 선택적인 사이드 퀘스트와 캐릭터 상호 작용을 찾도록 허용한다. 이러한 유형의 퀘스트는 논플레이어 캐릭터와 대화함으로써 찾을 수 있으며, 놓친 기회나 보상 외에는 이러한 퀘스트를 포기하거나 무시하는 것에 대한 불이익이 없을 수 있다.

### 아이템과 인벤토리
플레이어는 게임 세계 곳곳에서 전리품(의류, 무기, 방어구 등)을 찾아 수집할 수 있다. 플레이어는 아이템을 화폐 및 더 좋은 장비와 교환할 수 있다. 거래는 상인과 같은 특정 우호적인 논플레이어 캐릭터와의 상호작용 중에 이루어지며, 종종 특화된 거래 화면을 사용한다. 구매한 아이템은 플레이어의 인벤토리로 들어간다. 일부 게임은 플레이어 인벤토리의 크기를 제한하여 인벤토리 관리를 물류 문제로 만들어 플레이어가 무엇을 소지해야 할지 결정하도록 강요한다. 이는 플레이어가 운반할 수 있는 최대 무게를 제한하거나, 가상 공간에 아이템을 배열하는 시스템을 사용하거나, 단순히 소지할 수 있는 아이템 수를 제한함으로써 이루어질 수 있다.

### 캐릭터 행동과 능력

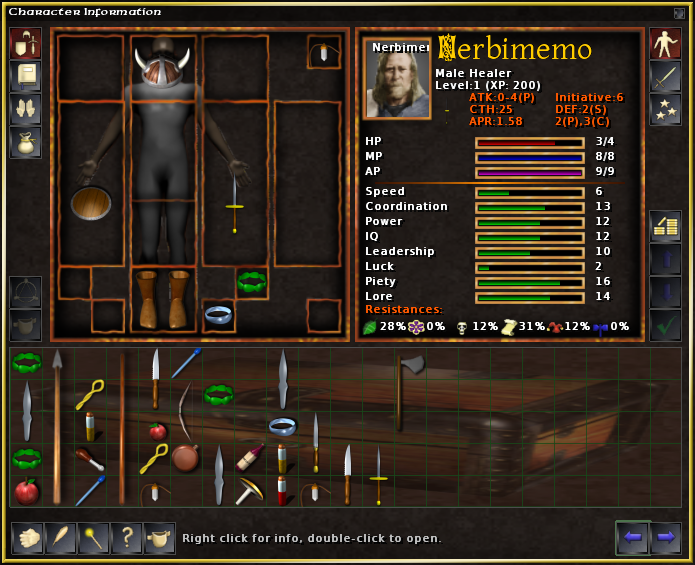
일반적인 컴퓨터 롤플레잉 게임의 캐릭터 정보 및 인벤토리 화면. 여기에는 로그라이크 S.C.O.U.R.G.E.: Heroes of Lesser Renown이 나와 있다. 이미지 왼쪽 상단의 종이 인형에 주목하라.

롤플레잉 게임의 대부분의 행동은 간접적으로 수행되며, 플레이어가 행동을 선택하면 캐릭터가 스스로 수행한다. 해당 행동의 성공은 캐릭터의 수치적 능력치에 따라 달라진다. 롤플레잉 비디오 게임은 성공 또는 실패를 결정하기 위해 비전자 롤플레잉 게임의 주사위 굴림 메커니즘을 시뮬레이션하는 경우가 많다. 캐릭터의 능력치가 향상될수록 특정 행동에 성공할 확률이 높아진다.
많은 롤플레잉 게임은 플레이어가 악한 캐릭터로 플레이할 수 있도록 한다. 무차별적인 강도와 살인은 돈을 벌기 쉽게 만들 수 있지만, 보통 다른 캐릭터들이 플레이어에게 비협조적이거나 심지어 적대적으로 변하는 결과가 따른다. 따라서 이러한 게임들은 플레이어가 도덕적인 선택을 할 수 있도록 하지만, 플레이어가 자신의 행동의 결과를 감수하도록 강요한다. 게임은 종종 플레이어가 전체 캐릭터 파티를 제어할 수 있도록 한다. 그러나 승리가 단일 캐릭터의 생존에 달려 있다면, 그 캐릭터는 사실상 플레이어의 아바타가 된다. 이에 대한 예로는 발더스 게이트가 있는데, 플레이어가 만든 캐릭터가 죽으면 게임이 종료되고 이전 저장 파일을 불러와야 한다.
일부 싱글 플레이어 롤플레잉 게임은 특정 스토리를 위해 거의 미리 정의된 아바타를 플레이어에게 제공하지만, 많은 롤플레잉 게임은 캐릭터 생성 화면을 사용한다. 이를 통해 플레이어는 캐릭터의 성별, 종족 또는 종, 그리고 캐릭터 클래스를 선택할 수 있다. 이러한 특성 중 많은 부분이 외형적이지만, 기능적인 측면도 있다. 캐릭터 클래스는 다른 능력과 강점을 가질 것이다. 일반적인 클래스에는 전사, 마법사, 은신 능력을 가진 도적, 치유 능력을 가진 성직자 또는 간단한 주문을 시전할 수 있는 전사와 같은 혼합 클래스가 포함된다. 캐릭터는 또한 민첩성과 힘과 같은 다양한 신체 속성을 가질 것이며, 이는 플레이어의 전투 성능에 영향을 미친다. 지능과 같은 정신 속성은 플레이어의 주문 수행 및 학습 능력에 영향을 미칠 수 있으며, 카리스마와 같은 사회 속성은 논플레이어 캐릭터와 대화할 때 플레이어의 선택을 제한할 수 있다. 이러한 속성 시스템은 종종 던전 & 드래곤 규칙 세트를 강력히 닮아 있다.
일부 롤플레잉 게임은 마법 능력이나 그에 준하는 초능력 또는 첨단 기술을 사용한다. 이러한 능력은 마법사, 주문 시전자 또는 마법 사용자 등 특정 캐릭터에 한정된다. 플레이어가 여러 캐릭터를 제어하는 게임에서 이러한 마법 사용자는 보통 다른 클래스의 물리적 힘을 보완한다. 마법은 공격, 방어 또는 적이나 아군의 능력치를 일시적으로 변경하는 데 사용될 수 있다. 일부 게임은 플레이어가 탄약이 총에 소비되는 것처럼 주문을 점차적으로 소비할 수 있도록 허용하지만, 대부분의 게임은 플레이어에게 제한된 양의 마나를 제공하며, 이는 모든 주문에 사용할 수 있다. 마나는 휴식하거나 물약을 섭취하여 회복된다. 캐릭터는 또한 캐릭터가 살아 있는 동안 유지되는 다른 비마법적 기술을 얻을 수 있다.
롤플레잉 게임은 플레이어가 게임 내내 한 캐릭터에만 집중하게 할 수도 있다. 이 캐릭터는 플레이어의 통제 밖에 있는 컴퓨터 제어 동맹에 의해 합류될 수도 있다. 다른 게임은 플레이어가 시작 시 만들거나 게임 내 논플레이어 캐릭터로부터 모을 수 있는 파티를 특징으로 하며, 게임 중에 플레이어가 부분적 또는 완전한 통제권을 갖게 된다.

### 전투

파티 기반의 그래픽 로그라이크 Dungeon Monkey Eternal에서의 원거리 마법 전투. 이미지 속 마법사가 시전하는 불덩이는 범위 공격(AoE)이며, 여러 캐릭터에게 동시에 피해를 입힌다.

초기 게임은 종종 전투를 게임 세계 탐험과 구별되는 별도의 게임플레이 모드로 분리했다. 최근 게임은 탐험과 전투에 일관된 시점을 유지하는 경향이 있다. 일부 게임, 특히 초기 비디오 게임은 무작위 조우로부터 전투를 생성한다. 더 현대적인 RPG는 플레이어와 독립적으로 게임 세계를 돌아다니는 지속적인 방랑 몬스터를 특징으로 할 가능성이 더 높다. 대부분의 RPG는 또한 핵심 위치에 고정된 보스 몬스터를 사용하며, PC가 이 위치에 진입하거나 특정 행동을 수행할 때 자동으로 그들과의 전투를 유발한다. 전투 옵션은 일반적으로 캐릭터를 배치하고, 공격할 적을 선택하며, 주문 시전과 같은 특수 기술을 사용하는 것을 포함한다.
고전적인 턴제 시스템에서는 한 번에 한 캐릭터만 행동할 수 있다. 특수 능력을 사용하는 몇 가지 예외를 제외하고 모든 다른 캐릭터는 움직이지 않는다. 캐릭터가 행동하는 순서는 일반적으로 속도나 민첩성과 같은 능력치에 따라 달라진다. 이 시스템은 신속함보다는 전략적 계획을 보상한다. 또한 게임의 사실성이 게임 세계에 몰입하기 위한 수단이지, 그 자체가 목적이 아니라는 점을 시사한다. 턴제 시스템은 예를 들어 상대방의 행동 기회 전에 사정거리 내로 달려들어 그들을 죽이거나, 엄폐물 뒤에서 몸을 숙여 발사하고 상대방이 발사할 수 없도록 후퇴하는 것을 가능하게 하는데, 물론 이 둘은 불가능한 일이다. 그러나 이러한 비현실성은 이전에 존재하지 않던 전술적 가능성을 창조했다. 플레이어는 게임의 현실성에서의 몰입 손실이 전술 개발 및 성공적인 실행으로 얻는 만족만큼 가치 있는지 여부를 결정한다. 폴아웃이 이러한 시스템의 좋은 예로 언급되었다.
실시간 전투는 액션 게임의 기능을 가져와 하이브리드 액션 RPG 장르를 만들 수 있다. 하지만 파이널 판타지 전투 시스템과 같은 다른 RPG 전투 시스템은 협응이나 반사 신경을 강조하지 않고 실시간 선택을 가져왔다. 다른 시스템은 실시간 전투와 게임을 일시 중지하고 통제하는 모든 캐릭터에게 명령을 내릴 수 있는 능력을 결합한다. 게임이 일시 중지되지 않으면 모든 캐릭터는 주어진 명령을 따른다. 이 "일시 중지 있는 실시간" 시스템(RTwP)은 바이오웨어가 디자인한 게임에서 특히 인기가 있었다. 가장 유명한 RTwP 엔진은 인피니티 엔진이다. "일시 중지 있는 실시간"의 다른 이름으로는 "액티브 일시 중지"와 "준 실시간"이 있다. 전략 RPG 제작사 Apeiron은 자사의 시스템을 Smart Pause Mode (SPM)라고 명명했는데, 이는 사용자가 구성 가능한 여러 설정에 따라 자동으로 일시 중지되기 때문이다. Fallout Tactics: Brotherhood of Steel 및 Arcanum: Of Steamworks and Magick Obscura는 플레이어에게 구성 설정을 통해 턴 기반 또는 RTwP 모드로 플레이할 수 있는 옵션을 제공했다. 후자는 "고속 턴 기반" 모드도 제공했지만, 세 가지 게임 모드 모두 균형이 제대로 잡히지 않고 지나치게 단순하다는 비판을 받았다.
초기 울티마 게임들은 시간 제한 턴을 특징으로 했다. 그들은 엄격하게 턴제였지만, 플레이어가 명령을 내리는 데 1초 이상 기다리면 게임은 자동으로 패스 명령을 내렸고, 이로 인해 PC가 아무것도 하지 않는 동안 몬스터가 턴을 가져갈 수 있었다.
전투 시스템의 구조에 따라 추가적인 세분화가 있다. 위저드리와 같은 많은 초기 게임에서는 몬스터와 파티가 줄지어 배열되어 있었고, 근접 무기로는 전방에 있는 적만 공격할 수 있었다. 울티마 시리즈의 대부분과 같은 다른 게임은 초기 롤플레잉 게임에서 전통적으로 사용되던 미니어처 전투 시스템을 복제하여 사용했다. 플레이어 캐릭터와 몬스터의 표현이 주변 지형을 본떠 만든 경기장 주위를 움직이며 충분히 가까이 있는 적을 공격했다.

### 인터페이스 및 그래픽

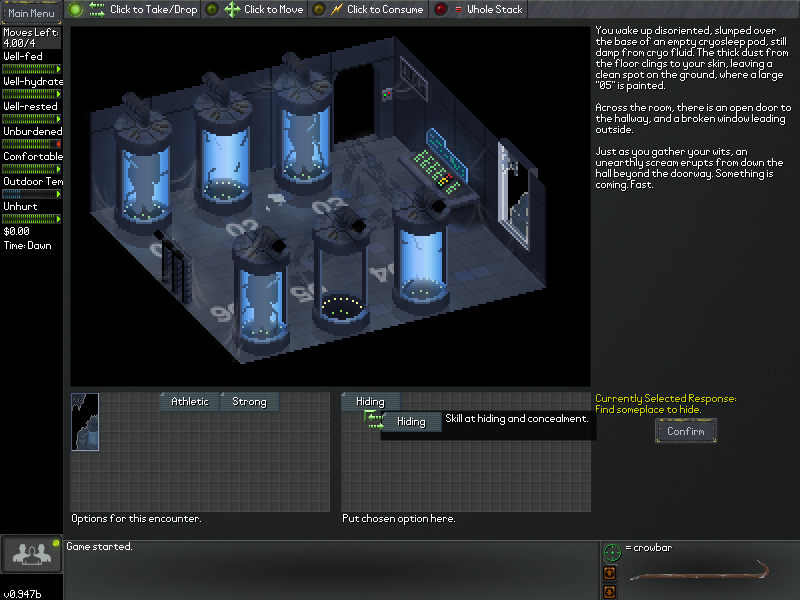
그래픽 로그라이크 NEO Scavenger는 오른쪽에 발생한 이벤트를 나타내는 텍스트가 있고, 플레이어의 캐릭터 능력에 따라 옵션(하단)을 제공한다. 왼쪽에는 캐릭터의 현재 능력치가 있다.

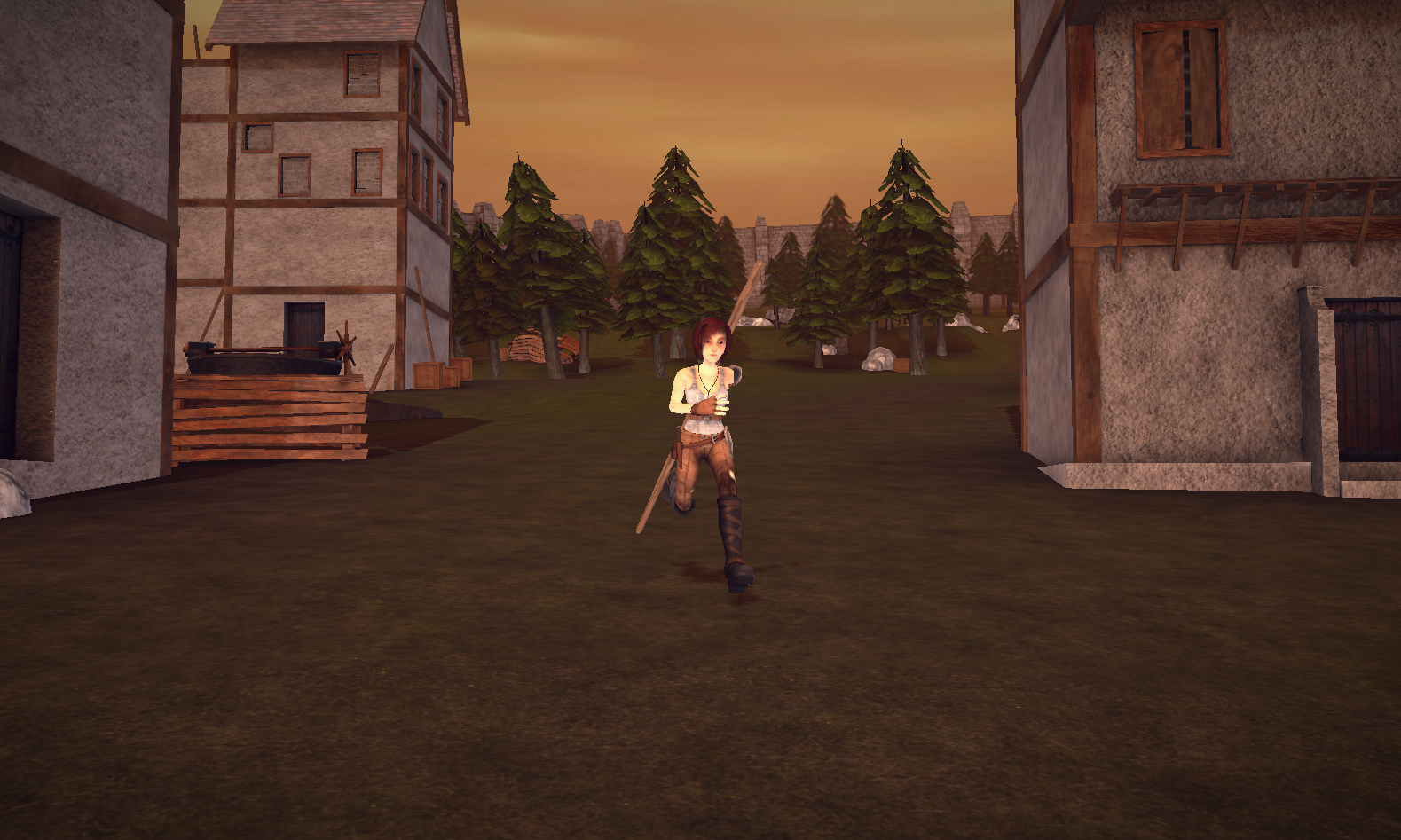
1990년대 중반 3D 그래픽 가속기의 등장과 함께 실시간 1인칭 및 3인칭 다각형 그래픽도 CRPG에서 보편화되었다. 여기에는 Sintel The Game이 그려져 있다.

초기 롤플레잉 비디오 게임은 2차원 탑다운 뷰 또는 타일 기반의 1인칭 뷰를 사용했다. 초기 액션 기반 롤플레잉 게임은 종종 횡스크롤 뷰를 사용했다. 특히 Ultima Underworld (1992) 이후 롤플레잉 게임은 진정한 3차원 (3D) 그래픽을 구현하기 시작했으며, 플레이어는 일반적으로 1인칭 또는 3인칭 시점으로 게임 세계를 탐색한다. 그러나 플레이어가 파티 전체와 주변 환경을 명확하게 볼 수 있도록 파티 기반 RPG에서는 등각 또는 공중 탑다운 시점이 일반적이다.
롤플레잉 게임은 플레이어가 많은 양의 정보를 관리해야 하며 종종 창 형식의 인터페이스를 사용한다. 예를 들어, 주문을 시전하는 캐릭터는 종종 사용할 수 있는 주문 메뉴를 가질 것이다. PC에서는 플레이어가 일반적으로 마우스를 사용하여 아이콘과 메뉴 옵션을 클릭하는 반면, 콘솔 게임에서는 플레이어가 게임 컨트롤러를 사용하여 메뉴를 탐색한다.

## 역사와 분류
롤플레잉 비디오 게임 장르는 1970년대 중반 메인프레임 컴퓨터에서 던전 & 드래곤과 같은 펜 앤 페이퍼 롤플레잉 게임에 영감을 받아 시작되었다. 초기 롤플레잉 비디오 게임의 다른 주요 영감원으로는 테이블톱 워게임, 스포츠 시뮬레이션 게임, 콜로설 케이브 어드벤처와 같은 어드벤처 게임, J. R. R. 톨킨과 같은 작가의 판타지 소설, 체스와 같은 전통적인 전략 게임, 그리고 길가메시 서사시로 거슬러 올라가는 고대 서사시 문학이 있었는데, 이들은 목표 달성을 위해 다양한 퀘스트를 수행하는 동일한 기본 구조를 따랐다.
원래 롤플레잉 비디오 게임은 세 가지 주요 스타일로 분류되었다: 절차적으로 생성된 미로 탐험에 중점을 둔 로그라이크(1980년 로그의 이름을 따서 명명됨), 하나 또는 소수의 던전 내에서만 진행되고 외부 세계와의 상호작용이 거의 없는 던전 탐험 게임(위저드리 시리즈, 1981년에 대중화됨), 그리고 여러 던전, 도시, 대륙 등을 포함한 탐험 가능한 세계 표면을 포함하는 오픈 월드 게임(울티마, 1981년에 대중화됨).
울티마와 위저드리와 같은 롤플레잉 비디오 게임의 성공 이후, 이는 드래곤 퀘스트와 파이널 판타지의 청사진이 되었고, 롤플레잉 장르는 결국 문화적 차이로 인해 서양 롤플레잉 게임과 동양 롤플레잉 게임이라는 두 가지 스타일로 나뉘었다. 이는 대략 콘솔과 컴퓨터 간의 플랫폼 분할을 반영한다. 마지막으로, 초기 RPG는 엄격하게 일인용 경험을 제공했지만, 1990년대 초중반 성검전설 2 및 디아블로와 같은 액션 롤플레잉 게임과 함께 다인용 모드의 인기가 급증했다. 인터넷의 등장과 함께 다인용 게임은 리니지, 파이널 판타지 XI, 월드 오브 워크래프트를 포함하는 대규모 다중 사용자 온라인 롤플레잉 게임(MMORPG)으로 성장했다.

### 메인프레임 컴퓨터
롤플레잉 비디오 게임 장르는 1970년대 중반에 PDP-10 및 유닉스 기반 컴퓨터의 초기 대학 메인프레임 텍스트 기반 RPG, 즉 던전, pedit5, dnd의 파생물로 시작되었다. 1980년에는 매우 인기 있는 던전 탐험, 로그가 출시되었다. 설정, 몬스터, 아이템이 문자로 표현되고 깊이 있는 게임플레이 시스템을 특징으로 하는 ASCII 그래픽을 사용하여 메인프레임 및 가정용 컴퓨터에서 "로그라이크"라고 불리는 유사한 클론 장르 전체에 영감을 주었다.

### 개인용 컴퓨터
마이크로컴퓨터 기반 롤플레잉 비디오 게임 중 가장 초기 작품 중 하나는 피터 트레포나스가 쓰고 CLOAD (1980)가 출판한 Dungeon n Dragons였다. 이 초기 게임은 TRS-80 모델 1용으로 출시되었으며, 16K 길이로 제한된 단어 파서 명령줄, 캐릭터 생성, 장비 구매 상점, 전투, 해결해야 할 함정, 탐험할 던전 등이 포함되어 있다. 동시대의 다른 CRPG(컴퓨터 롤플레잉 게임)로는 Temple of Apshai, Odyssey: The Compleat Apventure, 그리고 울티마의 전신인 아칼라베스: 파멸의 세계가 있었다. 일부 초기 마이크로컴퓨터 RPG(예: Telengard (1982) 또는 Sword of Fargoal)는 메인프레임 기반이었고, 다른 일부(예: 울티마 또는 위저드리, 초기 CRPG 중 가장 성공적인 작품)는 던전 & 드래곤을 느슨하게 각색한 것이었다. 이들은 또한 1인칭 디스플레이와 오버헤드 뷰를 모두 포함하며, 때로는 같은 게임 내에서도 사용되었다(예를 들어 아칼라베스는 두 가지 시점을 모두 사용한다). RPG의 대부분의 주요 기능은 Ultima III: Exodus 출시 이전에 개발되었는데, 이 게임은 컴퓨터 및 콘솔 RPG 개발에 주요한 영향을 미쳤다. 예를 들어, 위저드리는 메뉴 기반 전투를 특징으로 하고, Tunnels of Doom은 특별한 "전투 화면"에서 전술 전투를 특징으로 하며, Dungeons of Daggorath는 주요 던전 지도에서 진행되는 실시간 전투를 특징으로 한다.
1984년 Questron과 50 Mission Crush를 시작으로 SSI는 많은 CRPG 시리즈를 제작했다. 1985년 게임 Phantasie는 오토맵핑과 게임 내 힌트 및 배경 정보를 제공하는 두루마리를 도입한 것으로 유명하다. 또한 1988년 Pool of Radiance를 출시했는데, 이는 Advanced Dungeons & Dragons 규칙을 기반으로 한 여러 "Gold Box" CRPG 중 첫 번째 작품이다. 이 게임들은 이동을 위한 1인칭 디스플레이와 전투를 위한 오버헤드 전술 디스플레이를 특징으로 한다. 매트 바턴이 컴퓨터 RPG의 "황금시대"라고 부르는 이 시대의 RPG의 흔한 특징은 수동 또는 부속 책자에 인쇄된 번호 매겨진 "단락"을 사용하여 게임의 긴 텍스트를 담는 것이다. 플레이어는 화면에 텍스트가 표시되는 대신 특정 단락을 읽도록 지시받을 수 있다. 이 접근 방식의 궁극적인 예는 Sir-Tech의 Star Saga 3부작(두 게임만 출시됨)이다. 첫 번째 게임은 13개의 소책자에 걸쳐 888개의 "텍스트렛"(보통 단일 단락보다 훨씬 길다)을 포함하며, 두 번째 게임은 14개의 소책자에 걸쳐 50,000개의 단락을 포함한다. 이 시대의 게임 대부분은 턴 기반이지만, 던전 마스터와 그 모방작들은 실시간 전투를 특징으로 한다. 이 시대의 다른 고전 타이틀로는 The Bard's Tale (1985), 웨이스트랜드 (1988), 마이트 앤 매직 (1986–2014) 시리즈의 시작 및 지속적인 울티마 (1981–1999) 시리즈가 있다.
이후 1990년대 중반부터 후반에는 등각 투영 스프라이트 기반 RPG가 보편화되었으며, 인터플레이 엔터테인먼트와 블리자드 노스가 발더스 게이트, 아이스윈드 데일, 액션 RPG 디아블로 시리즈와 같은 타이틀로 선도적인 역할을 했다. 대화 중심의 플레인스케이프: 토먼트와 컬트 고전인 폴아웃 및 폴아웃 2도 이 시기에 등장했다. 이 시대에는 마이트 앤 매직 6 및 엘더 스크롤: 아레나와 같은 게임을 통해 3D 게임 엔진으로의 전환도 이루어졌다. TSR은 Dark Sun: Wake of the Ravager 및 멘조베란잔과 같은 SSI의 후기 제품에 불만을 품고 AD&D 라이선스를 여러 다른 개발자에게 양도했으며, 결국 바이오웨어에게 넘겨주었고, 바이오웨어는 발더스 게이트 (1998) 및 여러 후기 게임에 이를 사용했다. 2000년대에 이르러 3D 엔진이 지배적이 되었다.

### 비디오 게임 콘솔
콘솔에서 가장 초기의 RPG는 1982년 아타리 2600의 Dragonstomper였다. 콘솔에서 또 다른 초기 RPG는 1983년 샤프 X1 컴퓨터용으로 처음 출시된 Bokosuka Wars였으며, 이후 1984년 MSX, 1985년 패밀리컴퓨터, Sharp X68000으로 New Bokosuka Wars로 이식되었다. 이 게임은 전략 롤플레잉 게임 장르, 또는 일본에서 "시뮬레이션 RPG" 장르의 기반을 다졌다. 또한 실시간, 액션 롤플레잉 게임의 초기 사례이기도 했다. 1986년, 춘소프트는 패밀리컴퓨터 타이틀인 드래곤 퀘스트(8번째 게임까지 북미에서는 Dragon Warrior로 불림)를 제작했으며, 이는 컴퓨터 RPG인 울티마와 위저드리에서 영감을 받아 이후 출시된 일본 롤플레잉 비디오 게임의 템플릿으로 간주된다.
1987년, 장르는 마스터 시스템용으로 출시된 장르를 정의하는 판타지 스타를 포함하여 컴퓨터 RPG와 구별되는 여러 매우 영향력 있는 콘솔 RPG의 출시와 함께 자체적으로 발전했다. 미야모토 시게루의 패미컴 디스크 시스템용 젤다 II: 링크의 모험은 전작 젤다의 전설의 액션 어드벤처 게임 프레임워크와 턴 기반 RPG의 통계 요소를 결합한 초기 액션 롤플레잉 게임 중 하나였다. 이 시기의 대부분의 RPG는 턴 기반이었다. Faxanadu는 NES용 또 다른 초기 액션 RPG였는데, 컴퓨터 액션 RPG Dragon Slayer II: Xanadu의 사이드 스토리로 출시되었다. 스퀘어의 NES용 파이널 판타지는 플레이어 캐릭터가 오른쪽에, 적이 왼쪽에 있는 측면 시점 전투를 도입했으며, 이는 곧 수많은 콘솔 RPG의 표준이 되었다. 1988년, 드래곤 퀘스트 III는 플레이어가 게임 도중 파티의 캐릭터 클래스를 변경할 수 있는 캐릭터 진행 시스템을 도입했다. 또 다른 "주요 혁신은 낮/밤 주기의 도입이었다. 특정 아이템, 캐릭터, 퀘스트는 특정 시간대에만 접근할 수 있다." 1989년, 제네시스용 판타지 스타 II: 돌아오지 않을 시간의 끝에서는 장대한, 극적이고 캐릭터 중심의 스토리라인을 통해 진지한 테마와 주제를 다루는 등 장르의 많은 관례를 확립했다.
콘솔 RPG는 1990년대 초 컴퓨터 RPG와 더욱 큰 차이를 보였다. 콘솔 RPG가 컴퓨터 RPG보다 스토리 중심이 되면서, 이 시기에 나타난 주요 차이점 중 하나는 캐릭터 묘사 방식이었다. 콘솔 RPG는 종종 서로 긴밀하게 연결된 캐릭터들이 뚜렷한 개성과 특성을 가지며, 플레이어들이 서로를 아끼고, 사랑에 빠지거나, 심지어 가족을 가진 사람들의 역할을 맡는 것을 특징으로 했다. 특히 로맨스는 당시 대부분의 콘솔 RPG에서는 흔한 주제였지만, 대부분의 컴퓨터 RPG에서는 찾아볼 수 없었다. 1990년대 동안 콘솔 RPG는 점점 더 지배적이 되어 컴퓨터 RPG보다 더 큰 영향력을 행사했다. 콘솔 RPG는 한동안 컴퓨터 RPG를 능가했지만, 컴퓨터 RPG는 10년이 끝날 무렵 인터랙티브한 선택지가 많은 모험으로 다시 부활하기 시작했다.
다음 주요 혁명은 1990년대 후반에 5세대 콘솔에 광 디스크가 등장하면서 일어났다. RPG에 미치는 영향은 엄청났다. 더 길고 몰입감 있는 퀘스트, 더 나은 오디오, 풀 모션 비디오가 가능해졌다. 이는 1997년 파이널 판타지 VII의 경이로운 성공으로 처음 명확하게 입증되었는데, 이 게임은 역대 가장 영향력 있는 게임 중 하나로 간주된다. 약 4,500만 달러라는 기록적인 제작 예산으로, 파이널 판타지 VII의 야심찬 범위는 수십 개의 미니게임과 훨씬 높은 제작 가치를 통해 장르의 가능성을 높였다. 후자는 사전 렌더링된 배경에 3D 캐릭터를 사용하는 것과 같은 혁신을 포함하며, 단일 각도가 아닌 여러 다른 각도에서 본 전투, 그리고 처음으로 게임플레이에 완벽하게 혼합된 CGI 영상이 게임 전체에 효과적으로 통합되었다. 이 게임은 곧 PC로 이식되어 큰 성공을 거두었으며, 다른 콘솔 RPG들도 마찬가지로 성공하여 콘솔과 컴퓨터 플랫폼 간의 경계를 모호하게 만들었다.

### 문화적 차이
컴퓨터 기반 롤플레잉 게임은 서양 시장에서 시작되었으며, 일반적으로 가정용 컴퓨터에서 플레이하도록 고안된 게임이었다. 1985년까지 위저드리와 울티마 같은 시리즈는 롤플레잉 게임의 최첨단을 대표했다. 일본에서는 가정용 컴퓨터가 서양만큼 큰 인기를 얻지 못했는데, 이는 비용 때문이었다. 서양에서 개발된 게임에 대한 시장이 거의 없었고, 당시 개인용 컴퓨터를 위한 일본 개발 게임도 몇 개 있었는데, The Black Onyx (1984)는 위저드리/울티마 형식을 따랐다. 저렴한 패미컴 콘솔(해외에서는 패밀리컴퓨터라고 불림)의 출시와 함께 일본에 롤플레잉 게임을 가져올 새로운 기회가 생겼다. 드래곤 퀘스트 (1986)는 콘솔용 롤플레잉 게임을 재현하려는 첫 시도였으며, 컴퓨터에 비해 패미컴의 제한된 메모리와 기능에 맞추기 위해 여러 단순화가 필요했다. 드래곤 퀘스트의 플레이어는 단일 캐릭터만 제어했으며, 패미컴 컨트롤러의 단순성으로 인해 이 캐릭터에 대한 제어는 제한적이었고, 타일 기반 그래픽 시스템 내에서 캐릭터를 더 잘 시각화하기 위해 덜 사실적인 아트 스타일이 선택되었다. 드래곤 퀘스트는 일본에서 큰 성공을 거두어 시리즈의 추가 작품과 드래곤 퀘스트를 위한 RPG에서 이루어진 동일한 단순화를 따르는 파이널 판타지와 같은 다른 타이틀로 이어졌다. 이러한 차이로 인해 롤플레잉 장르는 컴퓨터 RPG와 콘솔 RPG라는 두 가지 상당히 다른 스타일로 분류되기 시작했다.
2000년대 초반에는 동일한 게임이 콘솔과 컴퓨터 모두에서 나타나면서 플랫폼 간의 구분이 덜 뚜렷해졌지만, 서양 롤플레잉 게임(WRPG)과 일본 롤플레잉 게임(JRPG) 간의 스타일적 차이는 초기 구분에 뿌리를 두면서도 남아 있었다. 근본적인 전제를 공유함에도 불구하고, WRPG는 더 어두운 그래픽, 나이든 캐릭터, 그리고 자유로운 탐험, 현실성, 그리고 기본적인 게임 역학(예: "규칙 기반" 또는 "시스템 기반")에 더 큰 초점을 맞추는 경향이 있다. 반면 JRPG는 더 밝고, 애니메이션 같거나 치비 그래픽, 어린 캐릭터, 턴 기반 또는 더 빠른 액션 게임플레이, 그리고 정교하게 조율된 선형적인 줄거리(예: "액션 기반" 또는 "스토리 기반")에 더 큰 초점을 맞추는 경향이 있다. 또한, WRPG는 플레이어가 처음부터 캐릭터를 만들고 사용자 지정할 수 있도록 허용하는 경향이 있으며, 1990년대 후반부터는 광범위한 대화 트리 시스템(예: 플레인스케이프: 토먼트)에 더 강한 초점을 두었다. 반면에 JRPG는 플레이어가 미리 정의된 플레이어 캐릭터를 발전시키는 것으로 제한하는 경향이 있으며, 자신의 플레이 가능한 캐릭터를 만들거나 선택하거나 줄거리를 변경하는 결정을 내릴 수 있는 옵션을 제공하지 않는 경우가 많다. 1990년대 초 JRPG는 판타지 장편 소설에 훨씬 가깝게 여겨졌지만, 1990년대 후반에는 스타일이 더 영화적으로 변모했다(예: 파이널 판타지 시리즈). 동시에 WRPG는 소설적인 스타일로 변화하기 시작했지만(예: 플레인스케이프: 토먼트), 2000년대 후반에는 더 영화적인 스타일을 채택했다(예: 매스 이펙트).
이러한 차이점에 대한 한 가지 이유는 많은 초기 일본 콘솔 RPG가 당시 서양 규칙 시스템을 기반으로 한 대화형 만화 또는 애니메이션의 형태와 비주얼 노벨 어드벤처 게임의 영향을 받았기 때문으로 볼 수 있다. 그 결과, 일본 콘솔 RPG는 간소화된 게임플레이와 함께 스크립트화된 내러티브와 캐릭터 드라마에 더 강한 초점을 두어 차별화되었다. 최근 몇 년 동안 이러한 경향은 WRPG에도 채택되어 더욱 밀접하게 구조화된 내러티브로 이동하고 있으며, 액션 게임과 유사한 간소화된 전투 시스템을 선호하여 "숫자와 규칙"에서 벗어나고 있다. 또한, 많은 서양 인디 게임은 특히 16비트 시대의 JRPG를 모델로 삼고 있는데, 부분적으로는 RPG 만들기 게임 개발 도구의 영향 때문이다.
또 다른 자주 인용되는 차이점은 일본 문화에서 카와이사 또는 "귀여움"의 중요성 또는 부재, 그리고 캐릭터 미학에 대한 다른 접근 방식이다. WRPG는 진지하고 거친 분위기를 유지하는 경향이 있는 반면, JRPG 주인공은 미적 아름다움에 중점을 두어 디자인되는 경향이 있으며, 남성 캐릭터조차도 종종 젊고 중성적이거나 쇼넨 또는 미소년적인 외모를 가지고 있다. JRPG는 종종 귀여운 캐릭터를 더 성숙한 주제 및 상황과 병치시키며, 많은 현대 JRPG는 만화 및 애니메이션과 동일한 스타일로 디자인된 캐릭터를 특징으로 한다. 스타일적 차이는 종종 다른 대상 청중 때문인데, 서양 RPG는 주로 십대부터 성인 남성을 대상으로 하는 반면, 일본 RPG는 여성 청중을 포함한 훨씬 더 큰 인구층을 대상으로 한다. 예를 들어, 파이널 판타지 XIII의 플레이어 중 거의 3분의 1을 차지했다. 2015년 IGN은 제노블레이드 크로니클스 크로스 개발팀과의 인터뷰에서 "JRPG"라는 용어는 "디자인 감각을 모방한" RPG를 지칭하는 데 가장 일반적으로 사용되며, "일반적으로 JRPG임을 나타내는 것은 표현 방식과 캐릭터 원형"이라고 언급했다.
현대 JRPG는 턴제 전투를 특징으로 할 가능성이 더 높고, 현대 WRPG는 실시간 전투를 특징으로 할 가능성이 더 높다. 과거에는 종종 그 반대였다: 게임패드가 키보드와 마우스보다 실시간 액션에 더 적합했기 때문에 1990년대 후반까지 실시간 액션 롤플레잉 게임은 서양 컴퓨터 RPG보다 일본 콘솔 RPG에서 훨씬 더 흔했다.
일부 언론인과 비디오 게임 개발자는 이러한 문화적 분류에 의문을 제기하며, 동양과 서양 게임 간의 차이가 과장되었다고 주장한다. 미국 전자 오락 박람회에서 열린 인터뷰에서 일본 비디오 게임 개발자 노무라 테츠야(파이널 판타지와 킹덤 하츠에 참여)는 RPG가 원산지 국가로 분류되어서는 안 되며, 단순히 "롤플레잉 게임"으로 묘사되어야 한다고 강조했다. 파이널 판타지 및 더 라스트 스토리의 제작자인 사카구치 히로노부는 "사용자들이 JRPG를 '턴 기반의 전통적인 스타일'로, WRPG를 '1인칭 슈팅 게임에서 태어난 스타일'로 분류하기를 좋아하지만, '카테고리에 맞지 않는' 타이틀도 있다"며 자신이 작업했던 크로노 트리거와 성검전설 게임들을 지적했다. 그는 또한 "크로노 트리거 스타일과 유사한 다른 게임들도 있었다"고 언급했지만, "아마도 그 게임들이 현지화되지 않아 서양 관객에게 도달하지 못했기 때문일 것"이라고 덧붙였다. 제노 시리즈 감독 타카하시 테츠야는 제노블레이드 크로니클스를 언급하며 "사람들이 언제부터 'JRPG'라는 용어를 사용하기 시작했는지 모르겠지만, 이 게임이 이 용어의 의미를 다시 생각하게 한다면 만족할 것"이라고 밝혔다. 1UP.com의 작가 Jeremy Parish는 "제노블레이드는 서양 RPG와 일본 RPG 간의 차이에 대한 게임 커뮤니티의 집착이 얼마나 인위적인지 극명하게 보여준다"며, "이 게임은 어느 장르에도 제대로 들어맞지 않는 일을 한다. 게이머들이 경계와 장벽, 깔끔한 규칙을 좋아하는 것을 알지만, 어떤 것을 작은 상자에 욱여넣는다고 해서 그곳에 속하는 것은 아니다"라고 지적했다. 조이스티크의 Nick Doerr는 JRPG가 "너무 선형적"이라는 주장을 비판하며, 로맨싱 사가 시리즈와 같이 비선형 JRPG가 드물지 않다고 지적한다. 마찬가지로, 조이스티크의 Rowan Kaiser는 1990년대에는 선형 WRPG가 흔했으며, 동양과 서양 게임 간에 자주 언급되는 차이점 중 많은 부분이 일반적으로 "사실이 아니며" "전혀 그렇지 않았다"고 주장하며, 당시 일반적인 서양 스타일 RPG보다 내러티브 중심이었던 Lands of Lore 및 Betrayal at Krondor와 같은 고전적인 예를 지적한다.

#### 비판
롤플레잉 게임의 서양 및 일본 버전 간의 문화적 차이로 인해, 두 버전 모두 비디오 게임 산업 및 언론 내에서 자주 비교되고 비판을 받았다.
1980년대 후반, 울티마와 Defender of the Crown과 같은 전통적인 미국 컴퓨터 RPG가 콘솔로 이식되었을 때, 콘솔 게이머들로부터 엇갈린 평가를 받았다. 그들은 "많은 플레이어들에게 일본 수입 게임만큼 흥미롭지 않다"고 인식되었고, 당시 일본 콘솔 RPG에서 흔히 볼 수 있었던 아케이드 및 액션 어드벤처 요소가 부족했기 때문이다. 1990년대 초, 미국 컴퓨터 RPG는 또한 스토리라인에 대한 비판을 받기 시작했다. 여기서는 "파티가 항상 함께하고 개인이 아닌 그룹으로 행동"하며, 논플레이어 캐릭터는 스퀘어소프트 콘솔 RPG인 파이널 판타지 IV의 더 판타지 장편 소설과 같은 접근 방식과 비교했을 때 "단순한 캐릭터"라는 비판이었다. 그러나 1994년 게임 디자이너 샌디 피터슨은 컴퓨터 게이머들 사이에서 성검전설 2와 특히 젤다의 전설과 같은 인기 있는 게임들이 컴퓨터 RPG와 관련된 더 "추상적인" 턴제 전투 시스템 대신 "직접적인" 아케이드 스타일의 액션 전투 시스템을 사용했기 때문에 카트리지 기반 콘솔 JRPG가 "전혀 롤플레잉이 아니다"라는 비판이 있었다고 언급했다. 이에 대해 그는 모든 콘솔 RPG가 액션 기반은 아니라고 지적하며 파이널 판타지와 루피아를 예로 들었다. 또 다른 초기 비판은 1980년대 후반 판타지 스타 게임으로 거슬러 올라가는데, 위저드리 및 Gold Box 게임에서 플레이어의 아바타(기사, 성직자 또는 도적과 같은)가 백지 상태였던 것과 대조적으로, 미리 정의된 플레이어 캐릭터가 자주 사용되었다는 점이었다.
일본 콘솔 RPG가 1990년대에 점점 더 지배적이 되고, 스토리와 캐릭터 중심이 강한 것으로 알려지면서, 미국 컴퓨터 RPG는 플레이어가 세상을 상호작용하는 데 사용하는 아바타를 나타내기 때문에 개성이나 배경이 결여된 캐릭터를 가지고 있다는 비판에 직면했다. 이와 대조적으로 일본 콘솔 RPG는 뚜렷한 개성을 가진 캐릭터를 묘사했다. 따라서 미국 컴퓨터 RPG는 일본 콘솔 RPG가 제공하는 "더 전통적인 역할연기"가 부족하다는 비판을 받았으며, 이는 대신 캐릭터 상호작용을 강조했다. 이에 대한 반응으로, 북미 컴퓨터 RPG는 1990년대 후반에 선택지가 많은 인터랙티브 모험으로 다시 부상하기 시작했다.
여러 작가들은 JRPG가 "진정한" RPG가 아니라고 비판해왔다. 이는 스크립트화된 컷신과 대화를 많이 사용하고, 분기 결과가 자주 없다는 점 때문이다.[Turner] 일본 RPG는 플레이어가 버튼을 반복적으로 누르면 이길 수 있는 비교적 단순한 전투 시스템을 가지고 있다는 비판도 받는다.[Turner] 결과적으로 일본식 롤플레잉 게임은 일부 서양 게이머들 사이에서 경멸의 대상이 되어 "JRPG"라는 용어가 경멸적인 의미로 사용되기도 한다. 일부 관찰자들은 JRPG가 품질과 인기 면에서 정체되거나 감소하고 있다고 추측하기도 했다. 바이오웨어 공동 설립자인 그레그 제슈크와 글쓰기 책임자인 다니엘 에릭슨은 JRPG가 정체되어 있다고 언급했으며, 파이널 판타지 XIII은 심지어 실제 RPG가 아니라고 주장하기도 했다. 일부 일본 디자이너들이 최근 타이틀의 새로 변경되거나(또는 변경되지 않은) 기능에 대해 명확하지 않은 정당화를 내놓는 것에 대한 비판도 있었다. 일부 게임 저널리스트들 사이에서는 JRPG의 문제를 "고치자"는 요구가 있었다. Front Mission Evolved와 같은 일부 최신 타이틀이 서양 타이틀을 모방하려 시도하다가 실패하기 시작했다는 주장도 있다. PSM3의 기사에서 RPGFan.com의 Brittany Vincent는 "개발자들이 현대 JRPG를 독창성 없이 만들었다"고 느끼며, 스퀘어 에닉스 CEO 요이치 와다가 "특정 고객층에만 엄격하게 맞춰주고 있다"고 언급한 것을 인용하며, 기사는 일본과 북미 간의 게임 판매량 차이를 언급한 후 JRPG가 "앞으로 나아가야" 할 수도 있다고 제안했다. 이러한 비판은 더 넓은 미디어에서도 나타났는데, 일본에서 폴아웃: 뉴 베가스(옵시디언 엔터테인먼트) 광고는 자신들의 타이틀을 선호하며 일본 RPG의 전통적인 특징을 공개적으로 조롱했다. 조이스티크의 Nick Doerr는 베데스다가 JRPG가 "모두 똑같고" "너무 선형적"이라고 느낀다고 언급했고, 이에 그는 "[대]부분은 사실"이라고 답했지만, Romancing SaGa 시리즈와 같이 비선형 JRPG도 있다고 덧붙였다. 이러한 비판은 일본 비디오 게임 개발자인 미카미 신지와 호리이 유지로부터 JRPG가 서양에서 처음부터 그렇게 인기가 없었으며, 서양 평론가들이 턴 기반 시스템에 편향되어 있다는 반응을 이끌어냈다. Gamasutra의 Jeff Fleming은 또한 가정용 콘솔의 일본 RPG가 일반적으로 정체 상태를 보이고 있다고 말하지만, 휴대용 콘솔 게임기인 닌텐도 DS와 같은 기기에서 최근 몇 년간 더 독창적이고 실험적인 일본 RPG가 출시되었다고 지적한다.
서양 RPG 또한 최근 몇 년 동안 비판을 받았다. 이들은 일본에서 여전히 인기가 덜한데, 최근까지 서양 게임은 일반적으로 부정적인 평판을 가지고 있었다. 일본에서는 대부분의 초기 콘솔 롤플레잉 비디오 게임이 유래한 곳인데, 서양 RPG는 거의 알려져 있지 않다. 개발자 도리야마 모토무는 서양 RPG를 비판하며, 이들이 "커다란 오픈 월드에 당신을 던져놓고 원하는 대로 하게 만들어 [이는] 설득력 있는 이야기를 전달하기 어렵게 한다"고 말했다. 사카구치 히로노부는 "사용자들이 WRPG를 '1인칭 슈팅 게임에서 태어난 일종의 다른 스타일'로 분류하기를 좋아한다"고 언급했다. 최근 몇 년 동안 일부에서는 WRPG가 점점 RPG답지 않고 액션에 더 중점을 두게 되었다는 비판도 제기되었다. 게임스파이의 크리스찬 너트는 JRPG와 달리 WRPG는 플레이 가능한 캐릭터의 발전과 커스터마이징에 대한 더 큰 통제권을 부여했지만, 줄거리와 게임플레이를 희생시켰다고 말하며, 그 결과 일반적인 대화, 서사 내 캐릭터 발전 부족, 약한 전투 시스템이 나타났다고 느꼈다.[Nutt] 그는 또한 WRPG가 전투 시스템을 지배하는 기본 규칙에 더 집중하는 경향이 있다고 말한다.[Nutt] 엣지 매거진의 Tom Battey는 JRPG에 대한 비판이 종종 많은 WRPG뿐만 아니라 RPG 장르 외부의 게임에도 적용된다고 언급했다. 바이오웨어 게임은 "혁신 부족, 반복적인 구조, 그리고 실제 선택권 부족"으로 비판받았다. 베데스다 게임과 같은 WRPG 또한 오픈 엔드형 샌드박스 구조로 인해 "내러티브 강점"이나 "기계적 복잡성"이 부족하다는 비판을 받았다.
양쪽의 비판에도 불구하고, 조이스티크의 Rowan Kaiser는 동양과 서양 게임 간에 자주 언급되는 차이점 중 많은 부분이 일반적으로 사실이 아닌 고정관념이라고 주장하며, 여러 서양 타이틀(예: Lands of Lore, Betrayal at Krondor, 드래곤 에이지)과 여러 고전 동양 타이틀(예: 파이널 판타지 및 판타지 스타) 간의 다양한 유사점을 지적하며, 이들 서양 및 일본 타이틀 모두 선형적인 스토리텔링, 미리 정의된 캐릭터, "밝은 색상" 그래픽에 유사한 강조를 공유한다고 언급했다. 개발자 사카구치 히로노부 또한 자신의 크로노 트리거와 성검전설 게임과 같이 그러한 분류에 맞지 않는 게임이 많이 있다고 언급하며, 서양 시장에 출시되지 않은 다른 많은 일본 롤플레잉 게임들도 있었다고 지적했다.

#### 논란
기독교는 일본에서 소수 종교이며, 일본 미디어에서 기독교 상징과 주제를 묘사하는 것은 잠재적인 논란의 소지가 많다. 이는 제노기어스나 파이널 판타지 택틱스가 각각 아브라함 종교의 하느님과 로마 가톨릭교회와 유사한 적대자를 특징으로 하는 등, 종교와 신성모독이 민감한 주제로 남아 있는 미국과 같은 서양 국가로 JRPG가 수출될 때 문제가 되는 경향이 있다. JRPG는 조직화된 종교에 대한 부정적인 묘사나 "캐릭터들이 함께 뭉쳐 신을 죽이는" 것과 같이 서양에서 논란이 될 만한 요소를 보여줄 수 있다. 닌텐도는 과거에 이러한 언급들을 북미 시장에 게임을 출시하기 전에 제거하려는 노력을 기울였다.

## 하위 장르

### 액션 RPG
일반적으로 액션 RPG는 각 플레이어가 실시간으로 단일 캐릭터를 직접 제어하며, 전투와 액션에 중점을 두고 스토리와 캐릭터 상호작용은 최소화한다. 초기 액션 RPG는 1980년대 니혼 팔콤의 드래곤 슬레이어 및 이스 시리즈가 설정한 템플릿을 따르는 경향이 있었다. 이 게임들은 핵 앤드 슬래시 전투를 특징으로 하며, 플레이어 캐릭터의 움직임과 행동은 메뉴를 사용하는 대신 컴퓨터 자판 또는 게임 컨트롤러를 사용하여 직접 제어된다. 이 공식은 액션 어드벤처 게임인 젤다의 전설 (1986)에 의해 세련되었으며, 오픈 월드, 비선형 게임플레이, 배터리 백업 저장, 그리고 화면에 칼 휘두르기 또는 발사체 공격을 애니메이션하는 공격 버튼과 같은 혁신을 포함하여 많은 후속 액션 RPG에 사용되는 템플릿을 설정했다. 이 게임은 이후 수십 년 동안 일본과 북미 모두에서 액션 지향 RPG의 급증에 큰 영향을 미쳤다. 젤다의 전설 시리즈는 이후 수십 년 동안 콘솔 및 컴퓨터 RPG가 통계 중심의 턴 기반 전투에서 실시간 액션 전투로 전환하는 데 계속해서 영향을 미쳤다.
액션 RPG 공식의 또 다른 변형은 디아블로 (1996)에 의해 대중화되었다. 이 게임에서는 이동 및 공격과 같은 대부분의 명령이 메뉴를 통하는 대신 마우스 클릭을 사용하여 실행되지만, 배운 주문도 단축키에 할당될 수 있다. 많은 액션 RPG에서 논플레이어 캐릭터는 아이템을 사고팔거나 플레이어의 능력을 업그레이드하거나 전투 중심 퀘스트를 부여하는 등 단 하나의 목적만 수행한다. 플레이어가 직면하는 문제 또한 종종 액션 기반의 해결책을 가지고 있다. 예를 들어, 잠긴 나무 문을 열기 위해 열쇠를 찾는 대신 도끼로 부수는 식이다. 하지만 일부 게임은 "자물쇠 따기" 기술과 퍼즐 해결과 같은 캐릭터 속성에 더 큰 비중을 둔다.
액션 RPG를 개발하는 데 있어 흔한 도전 과제는 적을 죽이는 것 이상의 콘텐츠를 포함하는 것이다. 많은 게임에서 발견되는 엄청난 수의 아이템, 위치, 몬스터로 인해 플레이어의 신념, 선택, 행동에 맞춰진 독특한 경험을 제공하는 데 필요한 깊이를 만들어내기가 어려울 수 있다. 특히 무작위화를 사용하는 게임이라면 더욱 그렇다. 이를 넘어선 주목할 만한 게임의 예로는 데이어스 엑스 (2000)가 있다. 이 게임은 복잡하게 계층화된 스토리 옵션과 개별적으로 구성된 환경을 사용하여 문제에 대한 다양한 해결책을 제공했다. 단순히 레벨을 돌파하는 대신, 플레이어는 대화 옵션을 적절하게 선택하고 주변 환경을 지능적으로 활용함으로써 캐릭터에 따라 행동하도록 도전받았다. 이는 끝없이 반복되는 경험이 아닌, 각 상황에 맞춰진 독특한 경험을 만들어냈다.
한때 액션 RPG는 컴퓨터보다 콘솔에서 훨씬 더 흔했다. 1980년대 후반과 1990년대 초반에 젤다 스타일의 액션 지향 컴퓨터 RPG를 만들려는 시도가 있었지만, 울티마 VII (1992)가 북미에서 더 성공적인 예외 중 하나였을 뿐, 성공을 거둔 게임은 거의 없었다. PC에서는 디아블로의 시장 영향력이 상당했다. 많은 모방작이 나왔고, 그 전투 스타일은 이후 많은 게임에서 사용되었다. 수년 동안 디아블로 공식을 충실히 모방한 게임들은 "디아블로 클론"이라고 불렸다. 디아블로 출시 10년이 넘도록 이 시리즈의 4개 타이틀 중 3개는 여전히 디아블로 배틀 체스트의 일부로 함께 판매되었다. PC용 액션 RPG의 다른 예로는 던전 시즈, Sacred, 토치라이트, 헬게이트: 런던이 있다. 헬게이트: 런던은 블리자드 엔터테인먼트의 전 직원들이 이끌던 팀이 개발했으며, 이들 중 일부는 디아블로 시리즈 제작에 참여했다. 디아블로와 로그처럼 토치라이트와 헬게이트: 런던은 절차적 생성을 사용하여 게임 레벨을 생성했다.
이 하위 장르에는 롤플레잉 게임과 슈팅 게임(1인칭 슈팅 게임과 3인칭 슈팅 게임 포함)의 요소를 통합한 롤플레잉 슈터도 포함된다. 최근의 예로는 매스 이펙트 시리즈, 폴아웃: 뉴 베가스, 보더랜드 2, 더 서드 버스데이가 있다.

### 던전 탐험 게임

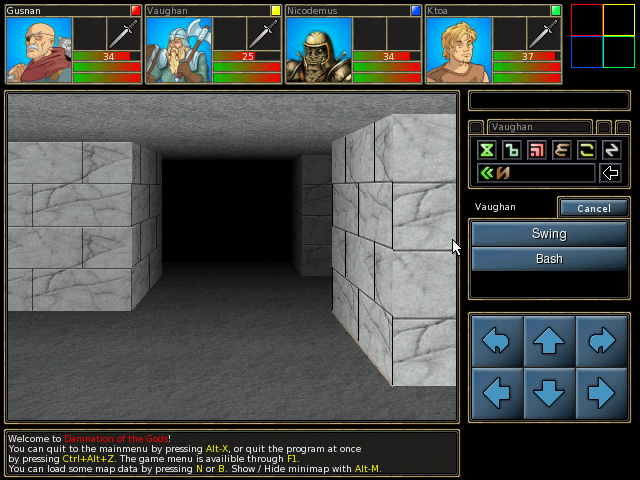
던전 마스터 클론인 Damnation of Gods의 스크린샷. 플레이어 파티의 네 명의 모든 구성원이 1인칭 시점으로 "블롭"처럼 단일 유닛으로 게임 세계를 이동한다.

이 하위 장르는 플레이어가 1인칭 시점으로 모험가 파티를 이끌고, 일반적으로 그리드 기반 환경에서 던전이나 미로를 통과하는 RPG로 구성된다. 예로는 앞서 언급된 위저드리, 마이트 앤 매직 및 The Bard's Tale 시리즈와 Etrian Odyssey 및 Elminage 시리즈가 있다. 이러한 유형의 게임은 플레이어가 파티 전체를 단일 유닛 또는 "블롭"처럼 게임 필드 주변으로 이동시키기 때문에 "블로버(blobbers)"라고 불리기도 한다.
대부분의 "블로버"는 턴 기반이지만, 던전 마스터, 레전드 오브 그림록 및 아이 오브 더 비홀더 시리즈와 같은 일부 타이틀은 실시간으로 플레이된다. 이 장르의 초기 게임에는 오토맵 기능이 없어서 플레이어는 진행 상황을 추적하기 위해 직접 지도를 그려야 했다. 환경 및 공간 퍼즐이 흔하며, 예를 들어 플레이어는 한 레벨의 한 부분에서 돌을 옮겨 다른 부분의 문을 열어야 할 수도 있다.

### MMORPG
1970년대 후반 PLATO 메인프레임 시스템을 위한 많은 오리지널 RPG도 여러 동시 플레이어를 지원했지만, 주류 RPG에서 다인용 모드의 인기는 1990년대 초중반까지 급증하기 시작하지 않았다. 예를 들어, 스퀘어의 초기 액션 롤플레잉 게임인 성검전설 2 (1993)는 주인공이 파티원들을 얻으면 2인 및 3인 협동 플레이를 제공하는 최초의 상업용 RPG 중 하나였다. 나중에 디아블로 (1997)는 CRPG와 액션 게임 요소를 인터넷 다인용 모드와 결합하여 최대 4명의 플레이어가 같은 세계에 들어가 몬스터와 싸우거나, 아이템을 거래하거나, 서로 싸울 수 있도록 했다.

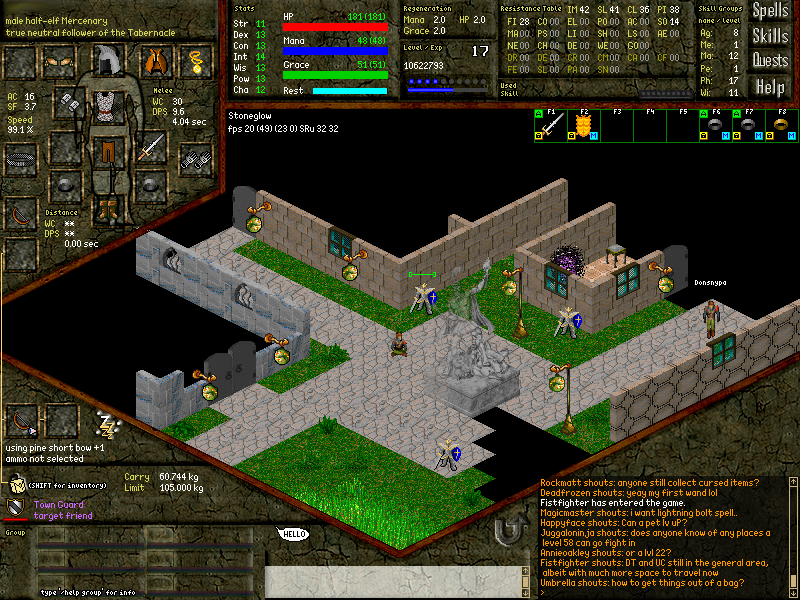
MMORPG Daimonin에서 여러 사람들이 온라인으로 대화하고 플레이하고 있다.

또한 이 시기 동안 1978년 MUD1로 시작된 MUD 장르는 LPMud (1989) 및 DikuMUD (1991)의 출시 및 확산으로 인해 엄청난 확장 단계를 겪고 있었다. 곧 인터넷의 주류 채택에 힘입어 이러한 병렬 추세는 그래픽 MUD의 대중화로 합쳐졌고, 이는 곧 대규모 다중 사용자 온라인 롤플레잉 게임 또는 MMORPG로 알려지게 되었다. Meridian 59 (1995), 바람의 나라 (1996), 울티마 온라인 (1997), 리니지 (1998), 에버퀘스트 (1999)와 같은 게임으로 시작하여 룬스케이프 (2001), 라그나로크 온라인(2002), 파이널 판타지 XI (2003), 이브 온라인 (2003) 디즈니의 Toontown Online (2003), 월드 오브 워크래프트 (2004)와 같은 현대적 현상으로 이어졌다.
표면적으로는 싱글 플레이어 RPG와 유사하지만, MMORPG는 수백 또는 수천 명의 다른 플레이어와 동시에 온라인에 접속하여 사교적인 영향을 통해 매력을 발산하며, 울티마나 위저드리와 같은 CRPG보다는 MUD에서 그 기원을 찾을 수 있다. 엄청난 수의 통계와 난해한 지식을 암기하고 복잡하고 전술적인 환경에서 전투를 벌이는 "옛날 방식"의 고려사항에 집중하기보다는, 플레이어는 대신 길드와 클랜을 형성하고 유지하는 데 많은 시간을 보낸다. 그 결과 CRPG와 MMORPG 및 MUD 간의 구분은 매우 뚜렷할 수 있으며, 이는 "디즈니 월드에 가는 것"과 "좋은 판타지 소설을 읽는 것"의 차이에 비유할 수 있다.
싱글 플레이어 게임은 훌륭하고, 저는 그것들을 사랑합니다. 그들은 훌륭한 기능을 가지고 있습니다. 당신의 삶은 매우 특별합니다. 당신은 영웅이고 세상을 구할 수 있습니다. (...) 타불라 라사는 디즈니 월드와 같습니다... 가게에 가서 음식을 살 수 있지만, 해적 놀이기구에 타면 당신은 당신만의 현실 버전에 있게 됩니다. 놀이기구가 시작되면 당신은 앞에 있는 배와 뒤에 있는 배를 행복하게 알지 못합니다.
또한, MMORPG는 수천 명의 동시 접속 모험가들 사이에서 싱글 플레이어 RPG 및 관련 미디어의 "장엄한" 느낌을 희석시킨다는 비판을 받았다. 간단히 말해서: 모든 플레이어는 "영웅"이 되고, "괴물"을 죽이고, "공주"를 구하거나, "마법 검"을 얻기를 원한다. 하지만 수천 명의 플레이어가 같은 게임을 플레이할 때, 분명히 모든 사람이 영웅이 될 수는 없다. 이 문제는 게임 에버퀘스트에서 일부 플레이어들이 같은 던전에서 귀중한 아이템을 얻기 위해 경쟁하고 때로는 서로를 괴롭히는 행동을 하면서 분명해졌고, 이는 킬 스틸링, 스폰 캠핑, 닌자 루팅과 같은 바람직하지 않은 행동으로 이어졌다. 이에 대한 대응으로—예를 들어 리처드 개리엇의 타불라 라사 (2007)에서—개발자들은 제한된 자원에 대한 경쟁을 줄이고 게임 경험을 보존하기 위해 인스턴스 던전을 사용하기 시작했지만, 이 메커니즘은 자체적인 반대자들을 가지고 있다.
마지막으로, 한국과 중국처럼 MMORPG가 넘쳐나지만 싱글 플레이어 RPG에는 상대적으로 반응이 없는 시장이 존재한다. 예를 들어, 한국에서는 다른 지역에 비해 인터넷이 연결된 개인용 컴퓨터가 상대적으로 흔하며—특히 전국에 산재한 수많은 PC방에서 후원자들이 돈을 내고 다인용 비디오 게임을 할 수 있다—이는 역사적인 일본 수입 금지뿐만 아니라 비디오 게임을 "하찮은 장난감"으로, 컴퓨터를 교육용으로 보는 문화 때문일 수 있다. 결과적으로, 일부에서는 대형 퍼블리셔의 마케팅 요구, 비디오 게임 불법 복제, 문화 변화, 그리고 현대 콘솔 시스템의 경쟁적인 가격 대비 처리 능력 비율(적어도 초기에는)과 같은 경쟁 압력 속에서 독립형 싱글 플레이어 RPG가 상업적으로 여전히 실행 가능한지 의문을 제기하기도 했다.

### 몬스터 조련
몬스터 조련 게임(몬스터 포획 게임으로도 알려짐)은 포켓몬스터 시리즈를 가장 대표적인 예로 포함하는 롤플레잉 게임의 하위 장르이다. 포켓몬스터가 서양 관객에게 가장 잘 알려진 이 장르의 예시이지만, 이 장르의 기원은 여신전생 시리즈에 있었으며, 악마 및 다른 신화적 존재와 싸우고, 협상하고, 모집하는 것을 포함했다.

### 로그라이크와 로그라이트

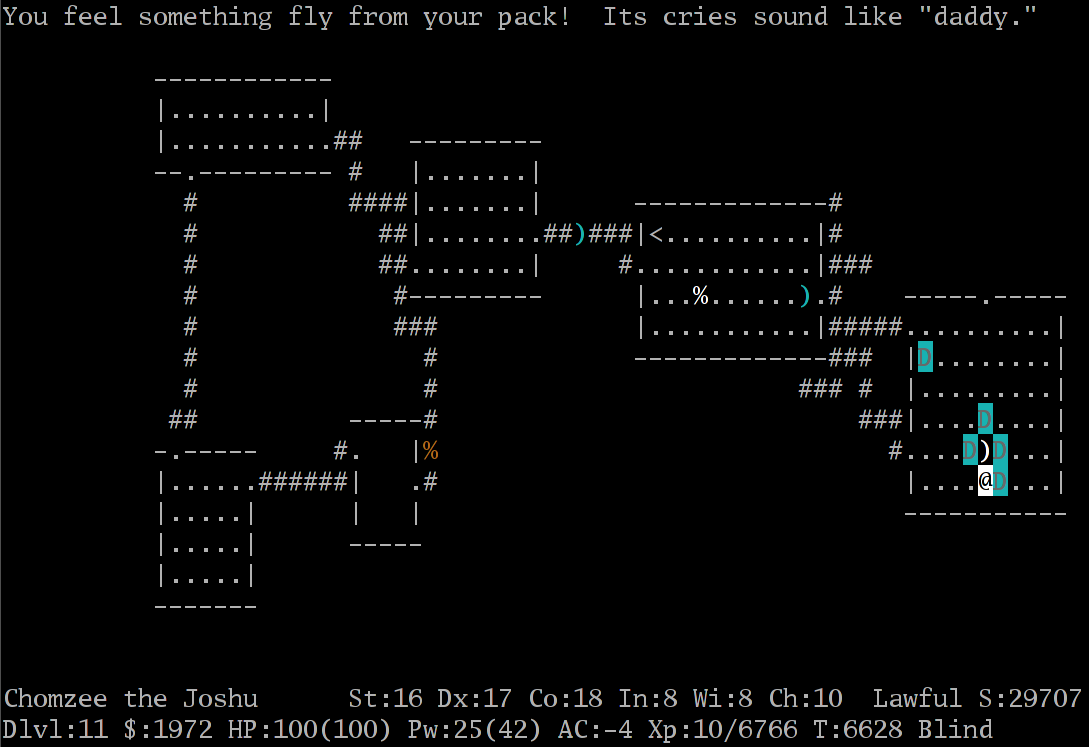
넷핵과 다른 로그라이크는 종종 ASCII 텍스트 문자를 사용하여 게임 세계의 개체를 나타낸다. 이 이미지에서 주인공의 위치는 기호 @로 표시된다.

로그라이크는 롤플레잉 비디오 게임의 하위 장르로, 절차적 생성된 게임 레벨, 턴 기반 게임플레이, 타일 기반 그래픽, 플레이어 캐릭터의 영구적 죽음, 그리고 일반적으로 하이 판타지 내러티브 설정을 특징으로 한다. 로그라이크는 1980년 게임 로그에서 파생되었으며, 특히 로그의 문자 또는 스프라이트 기반 그래픽을 반영한다. 이 게임들은 1980년대와 1990년대 대학생과 컴퓨터 프로그래머들 사이에서 인기를 얻어 수많은 변형을 낳았지만, 이러한 공통된 게임플레이 요소들을 고수했다. 더 잘 알려진 변형 중 일부는 Hack, 넷핵, ADOM, Moria, 앙그반드, 테일즈 오브 마즈'에이알을 포함한다. 춘소프트의 일본 시리즈인 불가사의 던전 게임도 로그에서 영감을 받아 로그라이크 게임의 개념에 속한다.
최근에는 더 강력한 가정용 컴퓨터와 게임 시스템의 등장으로, 다른 게임플레이 장르, 테마 요소 및 그래픽 스타일을 통합한 로그라이크의 새로운 변형들이 인기를 얻고 있으며, 일반적으로 절차적 생성의 개념을 유지한다. 이러한 타이틀은 전통적인 로그라이크의 게임플레이를 더 충실하게 모방하는 타이틀과의 차이를 반영하기 위해 "로그라이크-라이크", "로그-라이트" 또는 "절차적 죽음 미로"라고 불리기도 한다. 디아블로와 언리얼 월드와 같은 다른 게임들도 로그라이크에서 영감을 얻었다.

### 샌드박스 RPG
샌드박스 RPG, 또는 오픈 월드 RPG는 플레이어에게 많은 자유를 허용하며 일반적으로 더 개방적이고 자유로운 탐험 세계를 특징으로 한다(이는 플레이어가 바위나 울타리 등으로 제한된 단일 경로에 갇히지 않는다는 것을 의미한다). 샌드박스 RPG는 그랜드 테프트 오토 시리즈와 같은 다른 샌드박스 게임과 유사성을 가지고 있으며, 수많은 상호작용 가능한 NPC, 방대한 콘텐츠, 그리고 게임의 주요 스토리라인에 중요하지 않은 인상적인 양의 보조 콘텐츠로 인해 일반적으로 모든 RPG 중 가장 큰 세계를 탐험하고 가장 긴 플레이 시간을 제공한다. 샌드박스 RPG는 종종 설정의 전체 지역을 모방하려고 시도한다. 이 하위 장르의 인기 있는 예로는 니혼 팔콤의 드래곤 슬레이어 시리즈, 춘소프트의 초기 드래곤 퀘스트 게임, 닌텐도의 젤다의 전설과 포켓몬스터 스칼렛·바이올렛, 인터플레이 엔터테인먼트의 웨이스트랜드, 스퀘어소프트의 사가 및 성검전설 시리즈, Looking Glass Studios 및 이래셔널 게임스의 시스템 쇼크 및 시스템 쇼크 2, Ion Storm의 데이어스 엑스, 베데스다 소프트웍스 및 인터플레이 엔터테인먼트의 엘더 스크롤 및 폴아웃 시리즈, 라이언헤드 스튜디오 및 Playground Games의 페이블, Piranha Bytes의 고딕 시리즈, 모놀리스 소프트의 제노블레이드 크로니클스 시리즈, 그리고 프롬소프트웨어의 다크 소울 시리즈가 있다.

### 전략 RPG

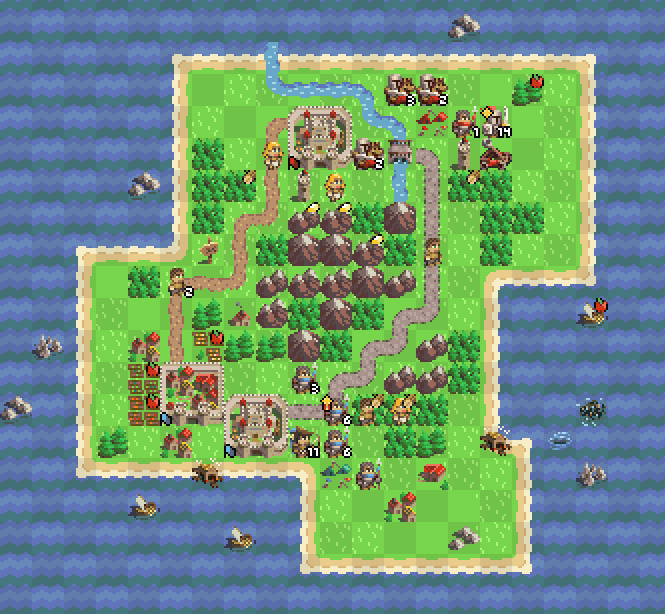
전략 롤플레잉 게임은 종종 지도에서 병력을 턴마다 이동시켜 적을 물리치거나 영토를 점령하는 것을 포함하며, 이 그림에서도 비슷하게 묘사된다.

이 턴 기반 롤플레잉 게임의 하위 장르는 주로 전통적인 롤플레잉 게임(RPG) 시스템의 대안으로 전략 게임의 요소를 통합하는 게임을 의미한다. 전략 RPG는 체스와 같은 전통적인 전략 게임, 그리고 원래 형태로 주로 전술적이었던 테이블탑 롤플레잉 및 전략 전쟁 게임(Chainmail과 같은)의 후손이다. 전술 CRPG의 형식은 외형, 진행 속도 및 규칙 구조에서 전통적인 RPG와 유사하다. 표준 RPG와 마찬가지로 플레이어는 유한한 파티를 제어하고 비슷한 수의 적과 싸운다. 그리고 다른 RPG와 마찬가지로 죽음은 보통 일시적이지만, 일부는 파티원의 영구적인 죽음을 포함한다. 그러나 이 장르는 등각 격자에서의 전술적 이동과 같은 전략적 게임플레이를 통합한다. 전술 RPG는 다인용 플레이를 특징으로 하지 않는 경향이 있다.
많은 초기 서양 롤플레잉 비디오 게임은 매우 전술적인 형태의 전투를 사용했으며, 여기에는 울티마 시리즈의 일부가 포함되는데, 이들은 울티마 III: 엑소더스 (1983)에서 파티 기반의 타일 전투를 도입했다. 울티마 III은 다른 많은 플랫폼으로 이식되어 후기 타이틀 개발에 영향을 미쳤으며, 닌텐도에 따르면 Bokosuka Wars (1983)도 전략/시뮬레이션 RPG 장르의 선구자로 평가된다. 그러나 일반적으로 전술 RPG(일본에서는 시뮬레이션 RPG로 알려짐)라는 용어는 일본에서 탄생한 독특한 하위 장르를 의미한다. 이는 초기 RPG 장르가 발전한 태평양 건너편 미국 쪽에서는 전술 RPG의 초기 기원을 추적하기 어렵기 때문이다.
많은 전략 RPG는 엄청난 시간을 소모하고 매우 어려울 수 있다. 따라서 대부분의 전략 RPG는 캐주얼이 아닌 하드코어 컴퓨터 및 비디오 게임 플레이어에게 어필한다. 전통적으로 전략 RPG는 일본에서 상당히 인기가 많았지만, 북미 및 다른 지역에서는 같은 정도의 성공을 거두지 못했다. 그러나 1990년대 중반 이후 일본 전략 RPG에 대한 관객층이 크게 성장했으며, PS1 및 PS2 타이틀인 파이널 판타지 택틱스, 환상수호전 택티스, Vanguard Bandits, 마계전기 디스가이아가 놀랄 만큼 인기를 얻었고, 파이어 엠블렘과 같은 휴대용 전쟁 게임도 인기를 얻었다. (PS1용 파이널 판타지 택틱스는 일본 외부에서 돌파구를 마련한 타이틀로 종종 간주된다.) 오래된 TRPG도 소프트웨어 에뮬레이션(예: Wii 버추얼 콘솔) 및 휴대용 콘솔 게임기를 통해 재출시되어 게임에 새로운 생명력을 불어넣고 새로운 관객에게 노출되고 있다. 그 결과, 이러한 일본 비디오 게임은 1990년대에 비해 북미에서는 더 이상 희귀한 상품이 아니다.
서양 비디오 게임 또한 수년간 유사한 메커니즘을 사용해 왔으며, 파이어 엠블렘이 동양 비디오 게임에 영향을 미친 것과 같은 방식으로 X-COM: UFO Defense (1994)에 의해 크게 정의되었다. X-COM과 같은 타이틀은 일반적으로 주변 환경과 상호작용할 때 동양 타이틀보다 더 큰 움직임의 자유를 허용했다. 유사한 다른 예로는 Jagged Alliance (1994–2013) 및 Silent Storm (2003–2005) 시리즈가 있다. 몇몇 개발자들에 따르면, 2000년대 동안 서양에서 이러한 유형의 게임을 PC용으로 개발하는 것이 점점 더 어려워졌다고 한다(동유럽에서는 혼합된 결과로 몇몇이 개발되었지만). 그리고 일부 일본 콘솔 RPG 개발자들도 턴 기반 시스템에 대한 편견에 대해 불평하기 시작했다. 언급된 이유 중 하나는 서양 퍼블리셔들이 실시간 및 액션 지향 게임 개발에 중점을 두기 때문이다.
마지막으로, "전술적 전투"를 가지고 있다고 묘사될 수 있는 "완전한" CRPG가 다수 존재한다. 고전 CRPG 시대의 예로는 앞서 언급된 울티마 시리즈의 일부가 포함되며, SSI의 Wizard's Crown (1985) 및 The Eternal Dagger (1987); 80년대 후반 및 90년대 초반의 Gold Box 게임들(이 중 다수는 나중에 일본 비디오 게임 시스템으로 이식됨); 그리고 독일 The Dark Eye 펜 앤 페이퍼 시스템을 기반으로 한 Realms of Arkania (1992–1996) 시리즈가 있다. 최근의 예로는 웨이스트랜드 2, Shadowrun: Dragonfall, 그리고 디비니티: 오리지널 신—모두 2014년에 출시되었다. 이 게임들의 출시 덕분에 2014년은 "CRPG 르네상스의 첫 해"라고 불렸다.

### 턴제 RPG
턴제 RPG는 다양한 요인에 따라 결정될 수 있는 순서로 행동이 일어난다. 다른 장르와 달리, 다른 캐릭터의 행동은 자신의 차례가 아니면 수행될 수 없다. 이는 게임에 따라 전투에서만 제한되거나, 게임 역학 또는 하위 장르에 따라 오버월드 이동까지도 제한될 수 있다. 이 장르는 PC에서 울티마와 같은 시리즈로 시작하여 드래곤 퀘스트와 같은 출시와 함께 콘솔에서 매우 인기를 얻었다.

### 하이브리드 장르
점점 더 많은 비RPG 비디오 게임들이 경험치 시스템, 장비 관리, 대화 선택과 같이 전통적으로 RPG에서 볼 수 있던 측면을 채택하고 있는데, 이는 개발자들이 비RPG에서 롤플레잉 요소에 대한 수요를 충족시키기 위해 노력하고 있기 때문이다. 이러한 요소와 다양한 게임 엔진 및 게임플레이 스타일의 혼합은 1인칭 슈팅 게임, 플랫폼 게임, 턴제 전략 게임 및 실시간 전략 게임과 같은 다른 장르에서 인기 있는 게임플레이 요소를 혼합하여 수많은 하이브리드 게임 카테고리를 만들어냈다. 예를 들어, 데이어스 엑스 (2000년 시작) 및 스토커: 쉐도우 오브 초르노빌 (2007년 시작) 시리즈의 일부와 같은 1인칭 슈팅 게임; SpellForce: The Order of Dawn (2003) 및 워해머 40,000: 돈 오브 워 2 (2009)와 같은 실시간 전략 게임; Castlevania Puzzle (2010) 및 Puzzle Quest: Challenge of the Warlords (2007)와 같은 퍼즐 비디오 게임; 그리고 RPG 기반 유닛 발전을 전술적 군사 전투와 결합한 Steel Panthers (1995–2006) 시리즈와 같은 턴제 전략 게임이 있다. 하이브리드 게임은 전반적으로 칭찬과 비판을 모두 받았다. 한 평론가는 주요 AAA 타이틀의 대화 선택과 스토리 중심 캐릭터 발전을 생략하여 "가난한 자의" RPG라고 불렀고, 다른 평론가는 혁신을 시도하기 위해 더 확립된 프랜차이즈의 관습을 벗어난 "유망한" 게임이라고 불렀다.

### 다른 장르와의 관계
RPG는 플레이어의 신체적 기술을 거의 테스트하지 않는다. 전투는 일반적으로 신체적 도전이라기보다는 전술적 도전이며, 게임은 대화 선택, 인벤토리 관리, 아이템 구매 및 판매와 같은 다른 비액션 게임플레이를 포함한다.
RPG는 워게임과 일부 전투 규칙을 공유하지만, RPG는 종종 소규모 개인 캐릭터 그룹에 관한 것이다. 워게임은 대규모의 동일한 유닛과 전차 및 항공기와 같은 비인간형 유닛을 가지는 경향이 있다. 롤플레잉 게임은 일반적으로 플레이어가 더 많은 유닛을 생산하는 것을 허용하지 않는다. 그러나 히어로즈 오브 마이트 앤 매직 시리즈는 대규모 전투에서 개별 영웅과 대규모 병력을 결합하여 이러한 장르를 넘나든다.
RPG는 어드벤처 게임과 풍부한 스토리라인 면에서 경쟁하며, 스포츠 게임이나 퍼즐 비디오 게임처럼 스토리텔링에 의존하지 않는 장르와는 대조적이다. 두 장르 모두 매우 상세한 캐릭터와 많은 탐험을 특징으로 한다. 그러나 RPG는 어드벤처 게임에는 없는 전투 시스템을 특징으로 한다. 그렇게 함으로써 RPG는 캐릭터가 증가하는 수치적 속성으로 정의되는 복잡한 내부 메커니즘을 강조하는 경향이 있다.
통계적 캐릭터 발전과 같이 이 장르와 밀접하게 관련된 게임플레이 요소는 다른 비디오 게임 장르에 널리 적용되었다. 예를 들어, 액션 어드벤처 게임인 그랜드 테프트 오토: 산 안드레아스는 스태미나, 무기 숙련도, 운전, 폐활량, 근육량 등 광범위한 능력치를 정의하는 데 자원 통계를 사용하며, 스토리를 진행하기 위해 수많은 컷신과 퀘스트를 사용한다.
워크래프트 III: 레인 오브 카오스는 실시간 전략 게임으로, 퀘스트를 완료하고 새로운 장비를 얻으며 레벨이 오르면서 새로운 능력을 "배울" 수 있는 영웅을 특징으로 한다. 워크래프트 III를 기반으로 한 커뮤니티 제작 모드인 디펜스 오브 디 에인션츠 (DotA)는 멀티플레이어 온라인 배틀 아레나(MOBA) 장르에 상당한 영감을 주었다. 워크래프트 III의 기원 때문에 MOBA는 롤플레잉 게임, 실시간 전략 게임, 액션 게임의 융합이며, RPG 요소가 핵심 게임플레이에 내장되어 있다. 파티에서 한 캐릭터를 제어하고, 경기 중에 힘을 키우고, 새로운 테마 능력을 배우고, 마나를 사용하고, 레벨을 올리고 경험치를 축적하고, 장비 및 인벤토리 관리, 퀘스트 완료, 그리고 고정된 보스 몬스터와의 싸움과 같은 핵심 기능은 롤플레잉 게임과 유사점을 가지고 있다.
이와타 사토루 전 닌텐도 사장은 턴 기반 RPG가 시대에 뒤떨어졌다는 비판을 부당하게 받아왔으며, 액션 기반 RPG는 전투를 따라갈 수 없는 플레이어들을 좌절시킬 수 있다고 말했다. 인기 있는 드래곤 퀘스트 시리즈의 제작자 호리이 유지와 스퀘어 에닉스의 프로듀서 이치무라 류타로는 턴 기반 RPG가 플레이어가 서두르거나 현실 생활의 방해에 대해 걱정하지 않고 결정을 내릴 시간을 준다고 말했다.

## 인기
전 세계에서 가장 많이 팔린 RPG 시리즈는 포켓몬스터로, 3억 개 이상 판매되었다. 포켓몬스터 레드, 블루, 그린만으로도 3천만 개 이상 판매되었다. 전 세계에서 두 번째와 세 번째로 많이 팔린 RPG 프랜차이즈는 스퀘어 에닉스의 파이널 판타지와 드래곤 퀘스트 시리즈로, 2014년 3월 31일 기준으로 각각 1억 1천만 개 이상과 6천 4백만 개 이상 판매되었다. 파이널 판타지 본편 시리즈의 거의 모든 게임과 드래곤 퀘스트 본편 시리즈의 모든 게임(및 많은 스핀오프 게임)이 각각 100만 개 이상 판매되었으며, 일부 게임은 400만 개 이상 판매되었다. 스퀘어 에닉스의 베스트셀러 타이틀은 파이널 판타지 VII로, 2010년 기준으로 전 세계적으로 1천만 개 이상 판매되었다.
가장 많이 팔린 PC RPG 전체 중 하나는 월드 오브 워크래프트로, 2010년 5월 기준으로 1,150만 명의 구독자를 보유하고 있다. 싱글 플레이어 PC RPG 중에서는 디아블로 II가 가장 많이 판매되었으며, 2001년 기준으로 400만 개 이상 판매되었다는 가장 최근 수치가 인용되었다. 그러나 디아블로: 배틀 체스트는 소매점에서 계속 판매되었으며, 2010년에도 NPD Group의 PC 게임 판매량 상위 10위 목록에 올랐다. 또한 디아블로: 배틀 체스트는 2008년 가장 많이 팔린 PC 게임 중 19위를 차지했으며—게임 출시 7년 후에도 여전히 판매되고 있었다. 2010년에는 1,100만 명의 사용자가 여전히 배틀넷에서 디아블로 II와 스타크래프트를 플레이했다. 프랜차이즈로서 디아블로 시리즈는 2천만 개 이상 판매되었으며, 2012년에 윈도우 및 OS X용으로 출시된 디아블로 III는 포함되지 않았다.
드래곤 퀘스트 시리즈는 2008년 기네스 세계 기록 게이머 에디션에서 "슈퍼 패미컴에서 가장 많이 팔린 롤플레잉 게임", "일본에서 가장 빨리 팔린 게임", "발레에 영감을 준 최초의 비디오 게임 시리즈"를 포함한 6개의 세계 기록을 수상했다. 마찬가지로 포켓몬스터 시리즈는 "역대 가장 성공적인 RPG 시리즈"를 포함한 8개의 기록을 수상했다. 디아블로 II는 2000년 기네스 세계 기록 표준판에서 출시 후 2주 만에 100만 개 이상 판매되어 가장 빨리 팔린 컴퓨터 게임으로 인정받았지만, 이 수치는 이후 여러 번 경신되었다. 많은 RPG가 바비칸 미술관의 "게임 온" 전시회 (2002년 시작)와 스미스소니언의 "The Art of Video Games" 전시회 (2012년 시작)에 전시되고 있으며, 비디오 게임 개발자들은 이제 마침내 미국 국립 예술 기금으로부터 보조금을 신청할 수 있게 되었다.

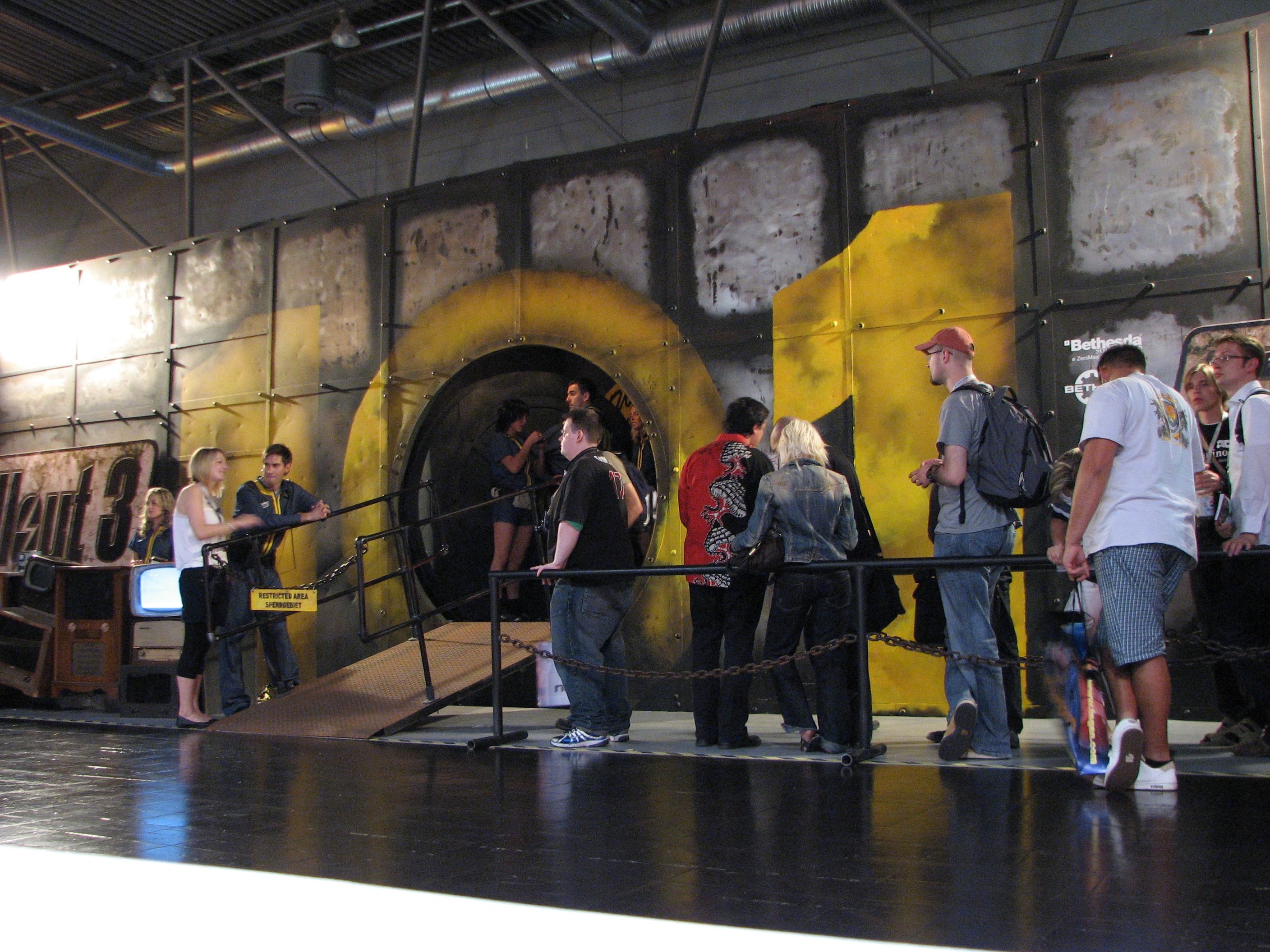
2008년 게임스 컨벤션의 베데스다 소프트웍스 폴아웃 3 부스

2011년 5월 메타크리틱에 따르면, 비평가들이 가장 높게 평가한 비디오 게임은 엑스박스 360 버전의 매스 이펙트 2로, 평균 메타스코어 100점 만점에 96점이다. 2010년 5월 기준으로 게임랭킹스에 따르면, 상위 4개 롤플레잉 비디오 게임은 엑스박스 360 버전 95.70%, PC 버전 94.24%의 평균 등급을 받은 매스 이펙트 2, 플레이스테이션 3 버전 95.40%의 평균 등급을 받은 폴아웃 3: 게임 오브 더 이어 에디션, 95.10%의 평균 등급을 받은 크로노 트리거, 엑스박스 버전 94.18%의 평균 등급을 받은 스타워즈: 구공화국의 기사단이다. 이 6개의 앞서 언급된 타이틀의 판매량은 2010년 5월 기준으로 파이널 판타지 VII가 전 세계적으로 1천만 개 판매되었고, 2010년 12월 기준으로 제노블레이드 크로니클스가 일본에서 161,161개 판매되었으며, 매스 이펙트 2는 출시 3개월 만인 2010년 3월 기준으로 전 세계적으로 160만 개 판매되었고, 폴아웃 3는 출시 몇 달 만인 2008년 11월 기준으로 세 플랫폼 모두에서 470만 개 판매되었고, 스타워즈: 구공화국의 기사단은 2004년 11월 기준으로 엑스박스와 PC 버전 모두 300만 개 이상 판매되었으며, 크로노 트리거는 2003년 3월 기준으로 슈퍼 패미컴 및 플레이스테이션 버전이 265만 개 이상 판매되었고, 닌텐도 DS 버전은 2009년 3월 31일 기준으로 79만 개 판매되었다. 이들 타이틀 중 PC 독점작은 없었고, 3개는 엑스박스 및 엑스박스 360과 같은 콘솔용으로 출시된 북미 멀티 플랫폼 타이틀이었으며, 3개는 슈퍼 패미컴, 플레이스테이션, Wii와 같은 콘솔용으로 출시된 일본 타이틀이었다.
파이널 판타지 VII는 2008년 게임프로의 "역대 최고의 RPG 26선" 목록에서 1위를 차지했고, IGN의 2000년 "독자 선정 세기의 게임" 설문조사에서 1위, 2004년과 2005년 GameFAQs의 "역대 최고의 게임" 관객 설문조사에서 1위를 차지했다. 또한 엠파이어 잡지의 "역대 최고의 게임 100선" 목록에서 RPG 중 가장 높은 순위인 2위를 차지했다. IGN의 2007년 "역대 최고의 게임 100선" 목록에서 가장 높은 순위의 RPG는 파이널 판타지 VI로 9위를 차지했다. 2006년과 2008년 IGN 독자 선정 투표 모두에서 크로노 트리거가 2위로 가장 높은 순위의 RPG였다. 파이널 판타지 VI는 게임 인포머의 역대 최고의 게임 200선 목록에서도 8위를 차지하며 가장 높은 순위의 RPG였고, 잡지 200호 표지를 장식한 8개 게임 중 하나이기도 했다. 2006년 패미통 독자 설문조사는 RPG가 지배적이었으며, 20위 안에 거의 10여 개 타이틀이 포함되었다. 대부분 일본 게임이었지만, 몇몇 서양 타이틀도 이름을 올렸다. 목록에서 가장 높은 순위의 게임은 파이널 판타지 X, 이어서 파이널 판타지 VII, 드래곤 퀘스트 III였다. 지난 10년간 여신전생 시리즈는 여러 "10년간의 RPG" 목록에서 1위를 차지했다. RPGFan의 "지난 10년간의 RPG 20선" 목록에서는 여신전생: 디지털 데빌 사가 & 디지털 데빌 사가 2가 1위를 차지했고, 그 다음으로 여신전생 페르소나 3가 이어졌다. RPGamer의 "10년간의 RPG" 목록에서는 여신전생 페르소나 3가 1위를 차지했고, 그 다음으로 파이널 판타지 X와 월드 오브 워크래프트가 이어졌다.
마지막으로, 최근 몇 년 동안 서양 RPG는 엑스박스 및 엑스박스 360과 같은 콘솔에서 꾸준히 출시되었지만, 이러한 시스템은 일본과 같은 동양 시장에서 그만큼의 시장 지배력을 보이지 않았으며, 몇몇 서양 RPG 타이틀만이 일본어로 현지화되었다. 또한, RPG는 7세대 비디오 게임 콘솔 중 가장 인기 있는 Wii에서 지배적인 장르가 아니었지만, 닌텐도 DS와 같은 휴대용 시스템에서는 그 존재감이 상당히 크다.

### 주목할 만한 개발자

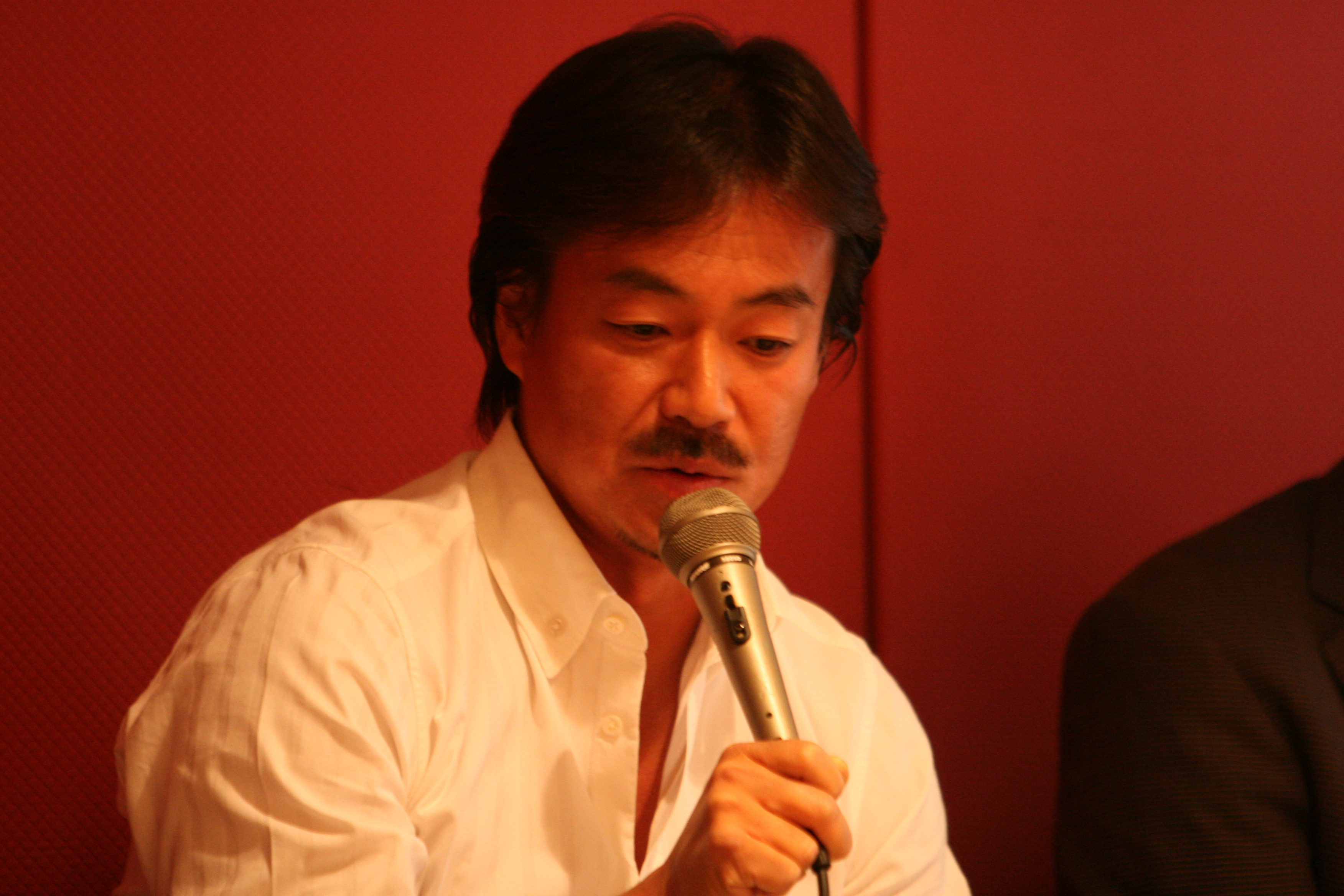
2007년 샌프란시스코에서 열린 게임 개발자 회의의 사카구치 히로노부

주목할 만한 초기 RPG 개발자로는 1975년에 최초의 롤플레잉 비디오 게임인 Dungeon을 만든 돈 대글로우; 드래곤 퀘스트 시리즈를 만든 호리이 유지; 파이널 판타지 시리즈를 만든 사카구치 히로노부; 울티마 시리즈를 만든 리처드 개리엇; 그리고 위저드리 시리즈의 글쓰기 및 디자인 작업으로 유명한 브렌다 로메로가 있다. 다른 주목할 만한 RPG 개발자로는 폴아웃 3, 폴아웃 4, 그리고 엘더 스크롤 시리즈의 제작자인 베데스다 게임 스튜디오; 바이오웨어를 설립한 레이 뮤지카와 그레그 제슈크; 그리고 위쳐 시리즈와 사이버펑크 2077의 제작자인 CD 프로젝트가 있다. 마지막으로 몬스터 헌터 시리즈의 츠지모토 료조와 페르소나 시리즈의 하시노 카츠라는 2010년 1UP.com에서 "알아야 할 일본 게임 개발자"로 언급되었다.

### 크라우드펀딩
2009년부터
킥스타터와 같은 서비스를 사용하여 비디오 게임을 크라우드펀딩하는 추세가 있다. 성공적으로 크라우드펀딩된 롤플레잉 게임으로는 Serpent in the Staglands (2015), The Banner Saga 시리즈 (2015–2018), Dead State (2014), 웨이스트랜드 2 (2014), 언더테일 (2015), Shadowrun Returns 및 그 속편 (2012–2015), 필라스 오브 이터니티 시리즈 (2015–2018), 디비니티: 오리지널 신 시리즈 (2014–2017), Torment: Tides of Numenera (2017)가 있다. 웨이스트랜드 2, 디비니티: 오리지널 신, The Banner Saga, Dead State (및 Might and Magic X, Lords of Xulima, The Dark Eye: Blackguards와 같은 더 전통적으로 자금 조달된 타이틀)의 출시로 인해 2014년은 PC 게이머에 의해 "CRPG 르네상스의 첫 해"라고 불렸다. 그러나 이 시기 주변에 자금 조달된 프로젝트의 급증은 "킥스타터 버블"의 결과였으며, 이후의 프로젝트 자금 조달 감소는 "킥스타터 피로" 때문이라는 추측이 있다.
2017년 5월 기준으로 가장 많은 크라우드펀딩을 받은 CRPG는 킥스타터를 통해 4,188,927달러를 모금한 Torment: Tides of Numenera이다. 킥스타터로 자금을 조달한 게임들은 개인용 컴퓨터, 비디오 게임 콘솔, 모바일 플랫폼으로 출시되었다.

## 같이 보기
- 롤플레잉